# Istoria Chinei

Teritoriile ocupate de diverse dinastii de-a lungul istoriei Chinei

Civilizația chineză își are originea în diverse centre regionale de-a lungul văilor fluviului Galben și a fluviului Yangtze din epoca neolitică, dar fluviul Galben este cosiderat a fi leagănul civilizației chineze. Cu mii de ani de istorie continuă, China este una dintre cele mai vechi civilizații din lume. Istoria scrisă a Chinei începe încă din timpul dinastiei Shang (c. 1700-1046 î.Hr. ) , deși textele istorice antice, cum ar fi Cronici Istorice ( cca. 100 î.Hr. ) și Analele din Bambus afirmă existența unui dinastii Xia înainte de Shang. O mare parte a culturii chineze, literatura și filozofia, s-au dezvoltat continuu în timpul dinastiei Zhou (1045 -256 BC).
Dinastia Zhou a început să se deterioreze la presiunile externe și interne, în secolul al VIII-lea î.Hr. și s-a fărămițat, în cele din urmă, în state mai mici, începând cu Perioada Primăverilor și Toamnelor și culminând cu Perioada Statelor Combatante. Aceasta este una dintre multiplele perioade de statalități eșuate din istoria chineză (cea mai recentă perioadă fiind Războiul Civil Chinez).
Între epocile de multiple regate și militarism, dinastiile chineze au condus toată China, sau doar părți din aceasta, în anumite epoci, inclusiv în prezent, controlul extinzându-se până în Xinjiang și/sau Tibet. Această alternanță a început cu Dinastia Qin, din 221 î.Hr., Qin Shi Huang a unit diverse regate beligerante și a creat primul imperiu chinez centralizat. Dinastii succesive au dezvoltat sisteme birocratice care au permis împăratului să controleze direct vaste teritorii. Ultima dinastie din China a fost Qing, care a fost înlocuită de către Republica China (Taiwan) în 1912, iar în partea continentală de către Republica Populară Chineză în 1949.
Perspectiva convențională despre istoria Chinei este aceea de alternare între perioade de unitate politică și dezbinare, China, ocazional, fiind dominată de popoare de stepă, dintre care majoritatea au fost la rândul lor asimilate de către populația chineză Han. Influențele culturale și politice din alte părți ale Asiei și ale lumii occidentale, purtate de valuri succesive de migrații, expansiune, contacte externe și asimilarea culturală sunt parte a culturii moderne chineze.

## Preistorie

### Paleolitic
Teritoriul de acum al  Chinei a fost locuit de Homo-erectus în urmă cu mai mult de un milion de ani. Un studiu recent arată că instrumentele din piatră găsite la sit-ul Xiaochangliang sunt vechi de 1360000 ani. Situl arheologic de la Xihoudu din provincia Shanxi reprezintă cea mai veche utilizarea înregistrată a focului de către Homo erectus, care datează de aum 1270000 ani. Săpăturile de la Yuanmou și mai târziu Lantian, arată locuiri timpurii. Poate cel mai celebru specimen Homo erectus, găsit în China, este așa-numitul Om de Pekin, descoperit în 1923-1927.

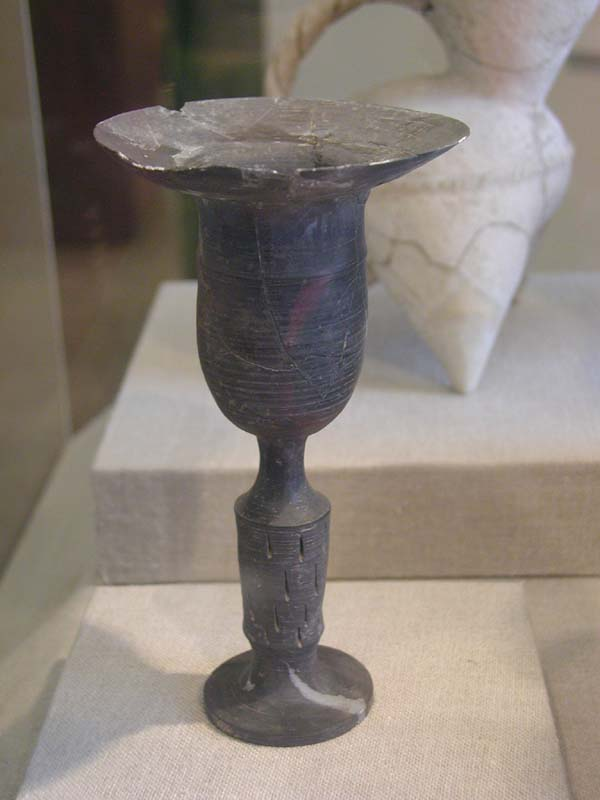
O cupă de ceramică a culturii Longshan. Prezintă pereți foarte subțiri, numiți, „coajă de ou”. Descoperită în Shandong (China)

### Neolitic
Epoca neolitică din China începe în jur de anul 10.000 î.Hr.
Dovezi timpurii ale cultivării meiului, de către  proto-chinezi, sunt, aproximativ, din anul 7000 îHr, - datare cu radiocarbon. Agricultura a dat naștere culturii Jiahu ( 7000-5800 î.Hr. ) . La Damaidi, în Ningxia, au fost descoperite 3172 de ciopliri în stanca datând de la anul 6000 la 5000 î.Hr., ,,oferind 8453 de caractere individuale, cum ar fi soarele, luna, stelele, zei și scene de vânătoare sau de pășunat". Aceste pictograme au reputatia de a fi similare cu cele mai timpurii caractere confirmate a fi scrierea chineză. Escavarea unui sit al culturii Peiligang, din comitatul Xinzheng, Henan, a găsit o comunitate care a înflorit între 5,500-4,900 îHr, cu dovezi ale agriculturii, clădiri construite, ceramică și morminte. Odată cu agricultura a crescut și populația, abilitatea de a stoca si redistribui culturile, precum și potențialul de a sprijini meșteri specializați și administratori. În vremurile neolitice târzii, valea fluviului Galben a început să se afirme ca un centru al culturii Yangshao (de la 5000 î.Hr. la 3000 î.Hr.), aici fiind fondate și primele sate, cel mai semnificativ arheologic, dintre acestea, a fost găsit la Banpo, Xi'an Mai târziu cultura Yangshao a fost înlocuită de cultura Longshan, care a fost, de asemenea, centrată pe Fluviul Galben, de la aproximativ 3000 î.Hr. la 2000 î.Hr..

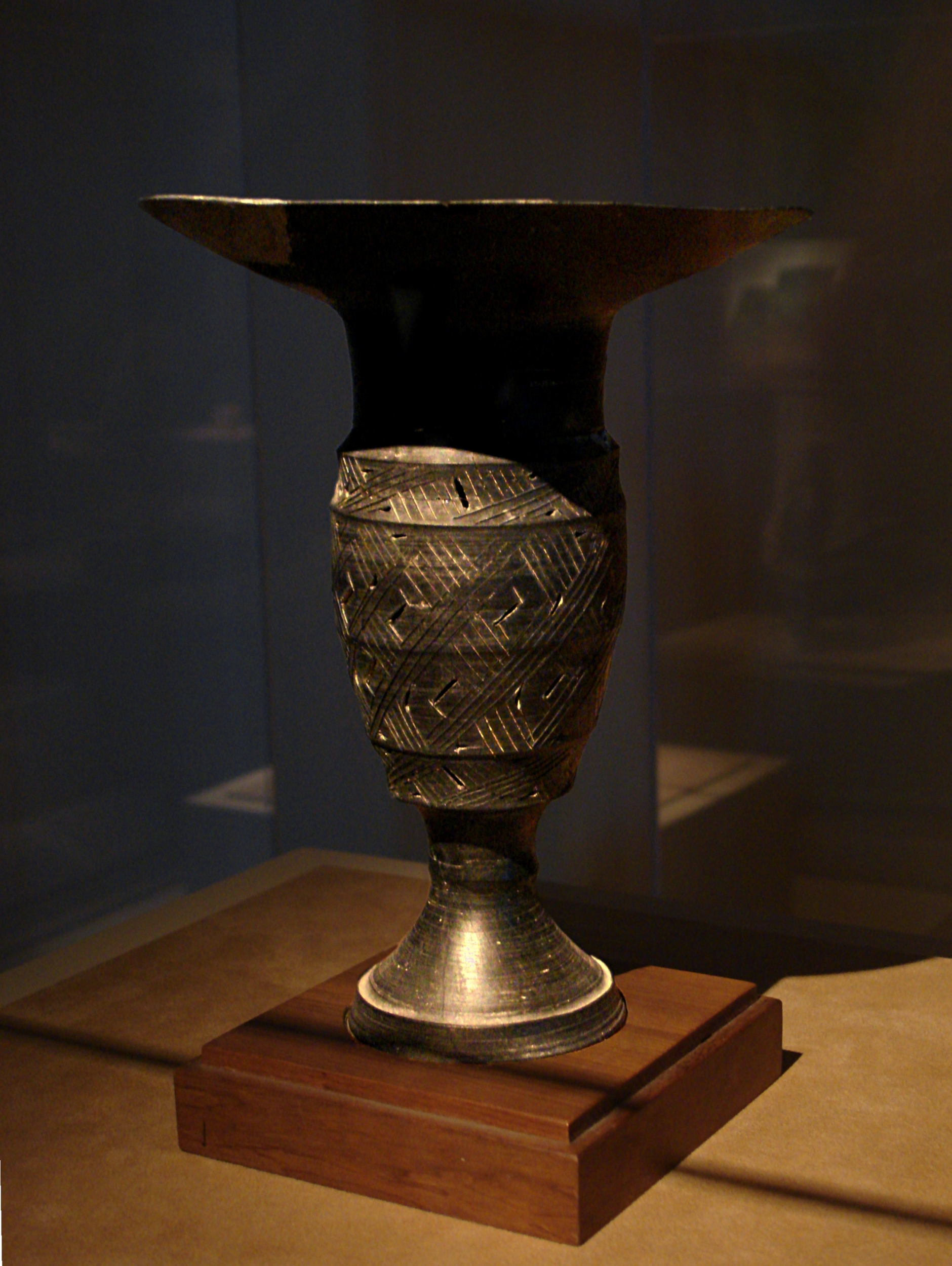
Pocal, ceramică ,,coajă de ou”, cultura Longshan Shandong, perioada neolitică târzie

Istoria timpurie a Chinei este obscură datorită lipsei de izvoare scrise din această perioadă, cu excepția unor relatări de mai târziu, care au încercat să descrie evenimente care au avut loc cu mai multe secole în urmă. Într-un sens, problema provine de la secole de introspecție din partea poporului chinez, care a estompat distincția între realitate și mituri, în ceea ce privește această istorie timpurie.

## China antică

### Dinastia Xia (cca. 2100 - cca. 1600 î.Hr. )
Dinastia Xia din China (c. 2100 -c. 1600 î.Hr.), este prima dinastie descrisă în mențiunile istorice vechi, cum ar fi Cronicile Istorice, ale lui Sima Qian și Analele din Bambus.
Deși există un dezacord cu privire la existența reală a acestei dinastii, sunt unele dovezi arheologice care indică posibila sa existență.Sima Qian în scrierile sale din secolul al doilea î.Hr., datează fondarea dinastiei Xia la, aproximativ, anul 2200 î.Hr., însă această dată nu a fost confirmată. Cei mai mulți arheologi leagă Xia cu escavările de la Erlitou, din provincia centrală Henan, unde a fost descoperită o topitorie de bronz, din jurul anului 2000 î.Hr.. Inscripționările timpurii din această perioadă, găsite pe ceramică și cochilii, sunt considerate a fi  predecesoarele caracterelor chineze moderne. Cu doar câteva înregistrări clare care corespund inscripțiilor oraculare Shang, oase oracol, sau scrieri pe vasele din bronz, din  Zhou, era Xia rămâne puțin înțeleasă.
Potrivit mitologiei, dinastia s-a încheiat în jurul anului 1600 î.Hr., ca o urmare a bătăliei de la Mingtiao.

### Dinastia Shang (cca. 1700–1046 BC)

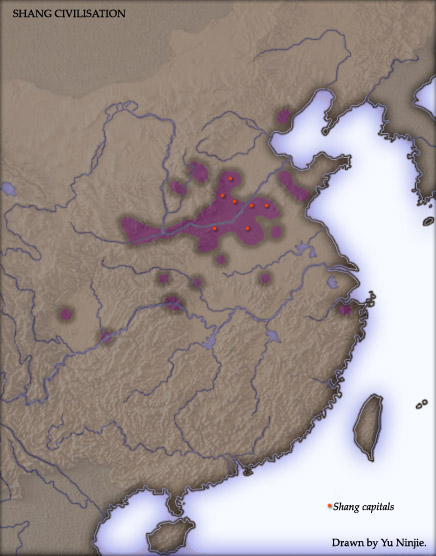
Rămășițele unor societăți stratificate avansate, datând din perioada Shang găsite cu precădere în valea Fluviului Galben

Capitală: Yin, în apropiere de Anyang (perioada dinastiei Shang)
Descoperirile arheologice care oferă dovezi ale existenței dinastiei Shang, c. 1600-1046 îHr, sunt împărțite în două seturi. Primul set - din perioada Shang timpurie - provine din sursele de la Erligang, Zhengzhou și Shangcheng. Al doilea set – din perioada mai târzie Shang (sau Yin (殷)), provine de la Anyang, în Henan, care a fost confirmată ca fiind ultimă dintre cele nouă capitale ale Shangului (c.1300-1046 î.Hr.). Descoperirile de la Anyang includ cea mai veche consemnare scrisă a trecutului Chinei,  descoperită până acum: inscripții de consemnări de divinații în scrierea antică chineză, pe oase sau cochilii de animale - așa-numitele "oase oracol/ inscripții oraculare/inscripții divinatorii", datând din jurul anului 1200 î.Hr.
Dinastia Shang a avut 31 de regi, de la Tang al Shangului la regele Zhou al Shangului. În această perioadă, chinezii au venerat numeroase și variate zeități - zei ai vremii, ai cerului și, de asemenea, un zeu suprem, numit Shangdi, care domnea peste alți zei. Cei care au trăit în timpul dinastiei Shang, de asemenea, credeau că strămoșii lor – parinții și bunicii lor - au devenit precum zeii, atunci când au murit și că strămoșii voiau să fie venerați, de asemenea, ca niște zei. Fiecare familie se închina propriilor strămoși.
Consemnările din Cronici Istorice mărturisesc faptul că dinastia Shang și-a mutat capitala de șase ori. Ultima (și cea mai importantă ), mutată la Yin, în 1350 î.Hr., a condus la epoca de aur a dinastiei. Termenul Dinastia Yin a fost sinonim cu Dinastia Shang în istorie, deși în ultimul timp termenul a fost folosit pentru a face referire, în mod special, la a doua jumătate a perioadei dinastiei Shang.
Istoricii chinezi, care au trăit în perioadele târzii, au fost obișnuiți cu faptul că unei dinastii îi succeda alta,   însă situația politică efectivă din perioada timpurie a Chinei, este cunoscută a fi fost mult mai complicată. Prin urmare, după cum unii cercetători din China sugerează, statele Xia și Shang pot fi entități politice care au existat concomitent, precum se știe că perioada timpurie Zhou a existat în același timp cu Shang.
Deși înregistrările scrise găsite la Anyang confirmă existența dinastiei Shang, cercetătorii occidentali ezită de multe ori să asocieze dinastia Shang cu așezările care sunt contemporane cu Anyang. De exemplu, descoperirile arheologice de la Sanxingdui sugerua o civilizație avansată tehnologic și cultural, spre deosebire de Anyang. Dovezile sunt neconcludente pentru a dovedi cât de departe s-a extins domeniul Shang de Anyang. Ipoteza principală este că Anyang, condus de același Shang din istoria oficială, a coexistat și comercializat cu numeroase alte așezări culturale diverse din zona care este acum menționată drept China propriu-zisă.

### Dinastia Zhou (1046-256 î.Hr.)
Capitale : Xi'an și Luoyang

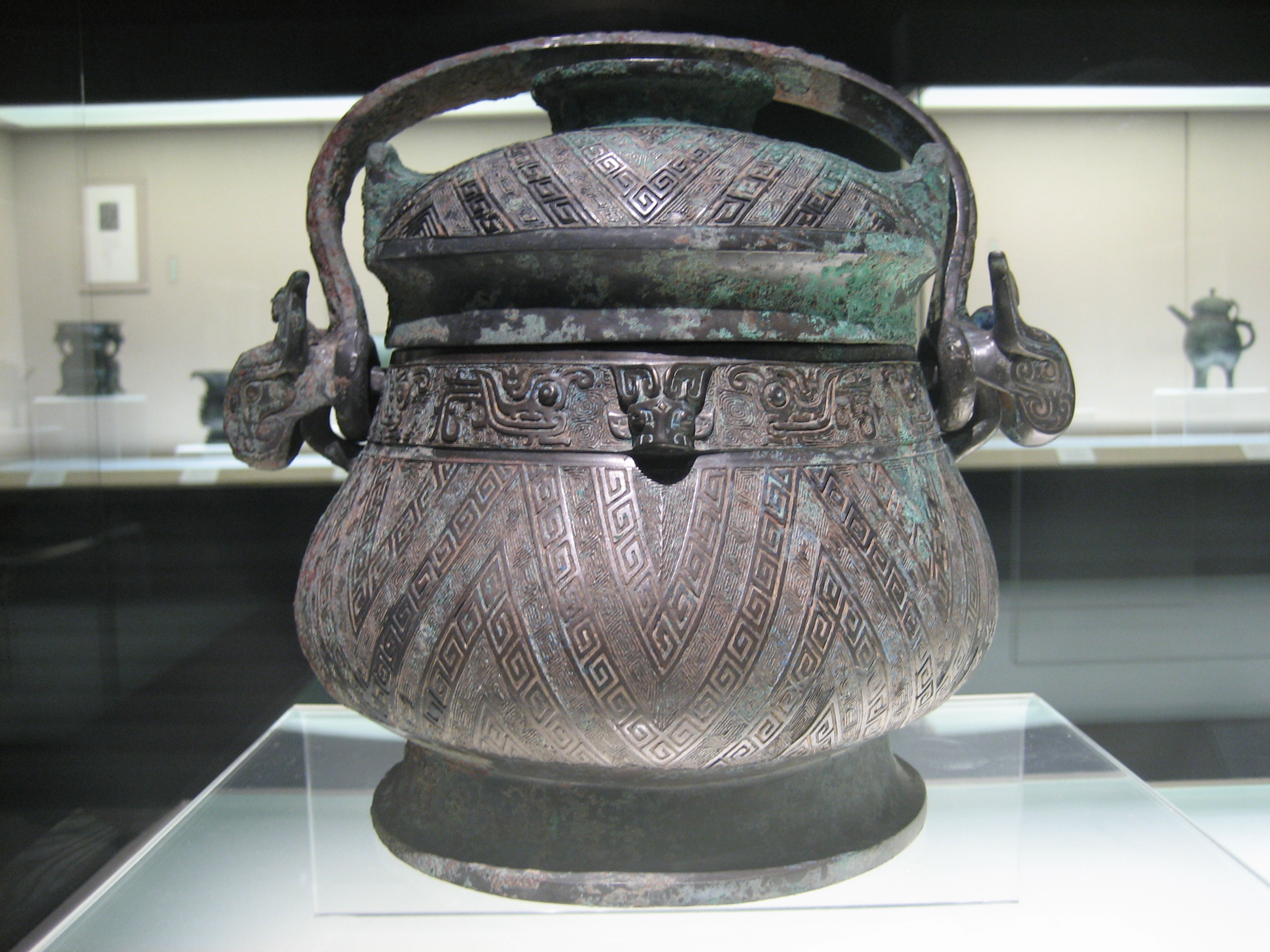
Vas ritualic din bronz (You), Dinastia Zhou de Vest

Statul Zhou a fost dinastia cu cea mai lungă durată din istoria Chinei, de la 1066 î.Hr. până la aproximativ 256 î.Hr.. De la sfârsitul mileniului 2 î.Hr., dinastia Zhou s-a ivit în valea fluviului Galben, acaparând teritoriul Shangului. Zhou pare să-și fi început dominația în cadrul unui sistem semi-feudal. Zhou exista la vest de Shang, iar liderul Zhou a fost numit "Protector al Vestului" de către Shang. Conducătorul Zhoului, regele Wu, cu ajutorul fratelui său, ducele de Zhou, ca regent, a reusit sa invingă Shangul la Bătălia de la Muye.
Regele Zhou, în acest moment, a invocat conceptul de Mandat al Cerului, pentru a-și legitima domnia, un concept care va fi influent pentru aproape fiecare dinastie succesoare. Precum Shangdi, Cerescul ( tian ) domnea asupra tuturor celorlalți zei, și decidea cine va conduce China. Se credea că un conducător a pierdut mandatul Cerului atunci când aveau loc dezastre naturale, într-un număr însemnat și când, mai realist, suveranul părea că a pierdut preocuparea sa pentru oameni. Ca răspuns, casa regală/imperială era detronată, iar o nouă casă urma să domnească, aceea căreia i s-a acordat Mandatul Cerului.
Inițial Zhou a mutat capitala la vest de zona apropiată Xi'anului modern, pe râul Wei, un afluent al Fluviului Galben, dar au prezidat o serie de extinderi în valea râului Yangtze. Aceasta ar fi fost prima dintre multele migrații ale populație de la nord la sud în istoria Chinei.

### Perioada Primăverilor și Toamnelor ( 722-476 î.Hr. )

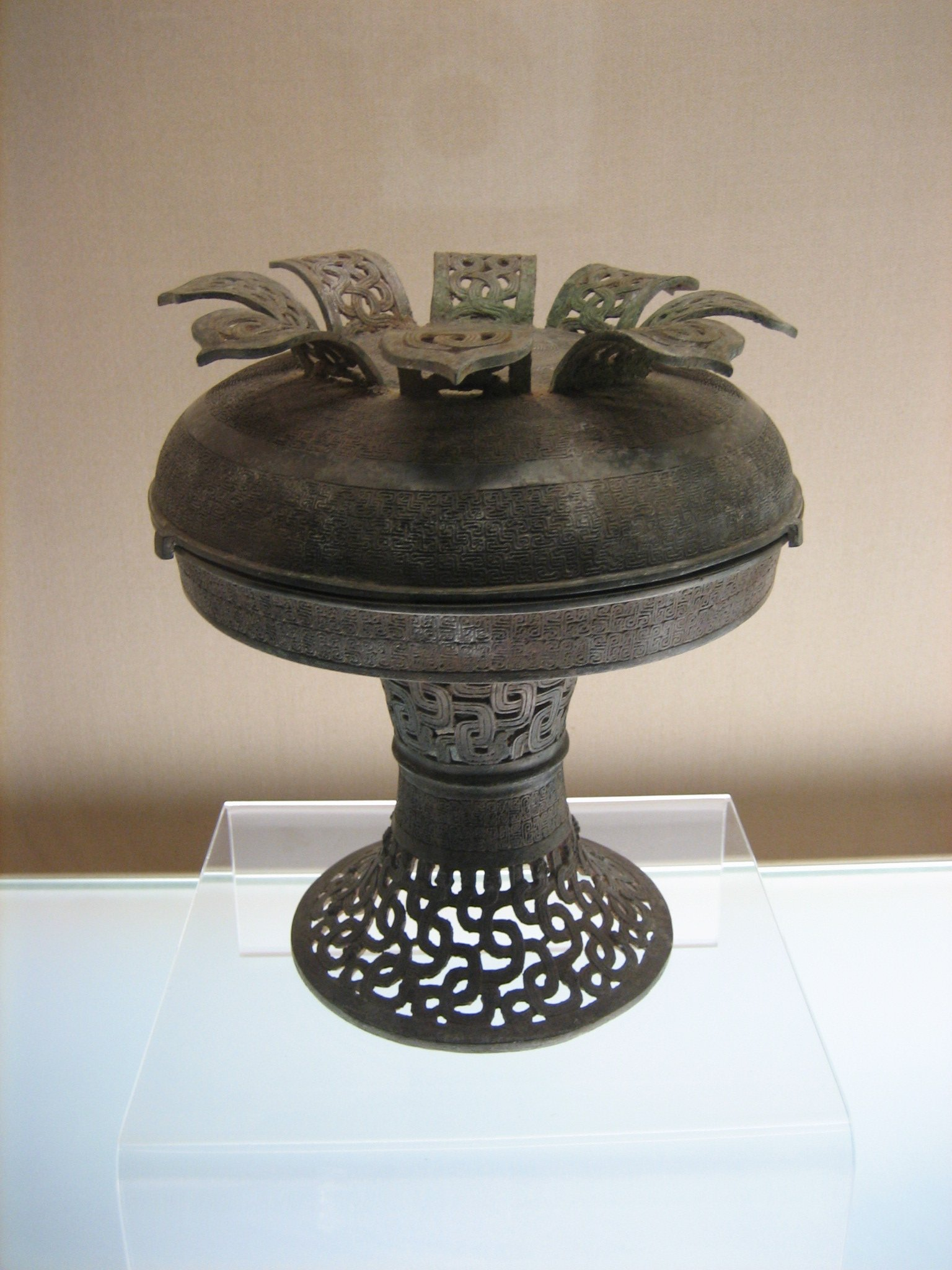
Vas chinez Pu cu un dragon intercalat, Perioada Primăverilor și Toamnelor

Capitale: Statul Yan - Beijing; Statul Qin - Xi'an
În secolul al VIII-lea î.Hr., puterea a devenit descentralizată în perioada Primăverilor și Toamnelor  (771 îHr – 403/476 îHr), numită astfel după Analele Primăverilor și Toamnelor. În această perioadă, liderii militari locali supuși Zhoului, au început să-și afirme puterea și să concureze pentru hegemonie. Situația a fost agravată de invazia de alte popoare din nord-vest, cum ar fi Qin, forțând Zhoul să-și mutea capitala la est de Luoyang. Acest lucru marchează a doua etapă majoră a dinastiei Zhou: Zhou de Est. Perioada Primăverilor și Toamnelor marchează o dispariție a puterii centrale a Zhoului. În fiecare dintre sutele de state care au apărut în cele din urmă, lideri locali au deținut puterea politică, dar au continuat o subordonare nominală, formală,  față de regele Zhoului. Unii lideri locali chiar au inceput să foloseasca titluri regale pentru ei înșiși. China număra în acel moment sute de state, unele dintre ele la fel de mari cât un sat sau un fort.
Era ,,O sută de școli de gândire” a filozofiei chineze a înflorit în această perioadă și au fost fondate astfel mișcări intelectuale influente, precum confucianismul, taoismul, legalismul și moismul, parțial ca răspuns la lumea politică în schimbare.

### Perioada Statelor Combatante ( 476-221 î.Hr. )
După o lungă consolidare politică, în cele din urmă doar șapte state, importante, au mai rămas până la sfârșitul secolului al V-lea î.Hr., iar perioada în care aceste câteva state au luptat între ele, este cunoscută sub numele de Perioada Statelor Combatante. Deși rămăsese un rege Zhou nominal până 256 î.Hr., el a fost în mare măsură o marionetă și a deținut puțină putere reală.
Întrucât teritoriile vecine ale acestor state beligerante, inclusiv zonele de azi ale Sichuanului și Liaoningului, au fost anexate, au fost conduse în cadrul noului sistem administrativ local de Comandament și Prefectură (郡縣/郡县). Acest sistem era folosit încă din timpul perioadei Primăverilor și Toamnelor, iar părți din acesta pot fi încă văzute în sistemul modern de ,,sheng” și ,,xian” ( provincie și comitat 省縣/省县).
Expansiunea finală în această perioadă a început în timpul domniei lui Ying Zheng, regele din Qin. Unificare sa a celorlalte șase puteri și anexările ulterioare din regiunile moderne Zhejiang, Fujian, Guangdong și Guangxi, în 214 î.Hr., i-a permis să se proclame Primul Împărat (Qin Shi Huang) .

## China Imperială

### Dinastia Qin ( 221-206 î.Hr. )
Capitală: Xianyang
Perioada dintre întemeierea dinastiei Qin și sfârșitul dinastiei Qing este numită adesea de către istorici drept China Imperială. Deși statul unificat de primul împărat Qin a durat doar 12 ani, el a reușit să subjuge mari părți din ceea ce constituie azi nucleul patriei han și să le unească sub un guvern legalist, bine centralizat, așezat la Xianyang (aproape de prezentul Xi'an). Doctrina legalistă care a ghidat Qinul sublinia respectarea strictă a unui cod legal și puterea absolută a împăratului. Aceasta filozofie, deși eficientă pentru extinderea imperiului într-o manieră militară, s-a dovedit nefuncțională pentru guvernarea sa pe timp de pace. Împăratul Qin a ghidat represiunea brutală a opoziției politice, incluzâd evenimentul cunoscut sub numele de ,,arderea cărților și îngroparea erudiților”. Acest lucru a fost un impuls pentru ca guvernarea Han, sintezată mai târziu, să încorporeze școli de guvernare politică mai moderate.

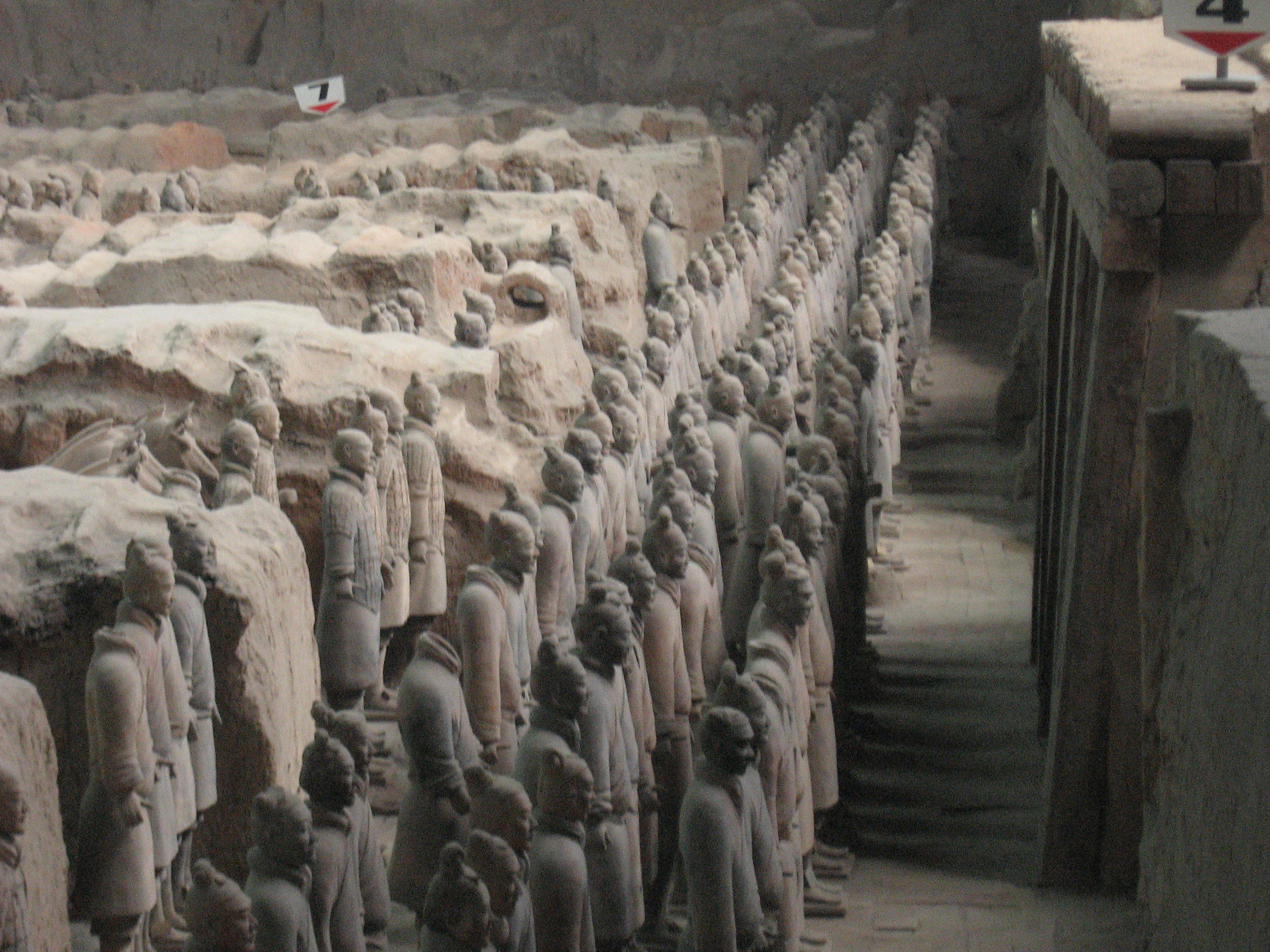
Armata de teracotă a lui Qin Shi Huang.

Dinastiei Qin este bine-cunoscută pentru începerea construcției Marelui Zid Chinezesc, care ulterior a fost mărit și a îmbunătățit în timpul dinastiei Ming. Celelalte contribuții majore ale Qinului includ conceptul unui guvern centralizat, unificarea codului legal, dezvoltarea limbii scrise, a unităților de masură comune, precum și a monezilor chinezești, după tribulațiile perioadelor Primăverilor și Toamnelor și a Statelor Combatante. Chiar ceva de bază, precum lungimea axului carelor ,a trebuit să fie uniformizat pentru a se asigura un sistem de comercializare viabil în tot imperiul.

### Dinastia Han ( 202 î.Hr. - 220 d.Hr.)
Capitale: Chang'an, Luoyang, Liyang, Xuchang

#### Han de Vest

O lampă cu ulei din dinastia Han cu un obturator de alunecare, în forma unei servitoare îngenunchiate, sec. II î.Hr.

Dinastia Han a fost fondată de către Liu Bang, care a ieșit victorios în războiul civil care a urmat prăbușirii dinastiei unificate, dar de scurtă durată, Qin. O epocă de aur în istoria Chinei, lunga perioadă a dinastiei Han, de stabilitate și prosperitate, a consolidat temelia Chinei ca un stat unificat sub o birocrație imperială centralizată, care avea să dureze intermitent pentru următoarele, aproape, două milenii. În timpul dinastiei Han, teritoriul Chinei s-a extins aproape în toată China propriu-zisă și în zonele din vestul extrem. Confucianismul a fost ridicat la statutul oficial de ideologie corectă și a conturat civilizația chineză ulterioară. Arta, cultura și știinta, au avansat la înălțimi fără precedent. Cu efecte profunde și de durată ale acestei perioade, a istoriei chineze, numele dinastiei, ,,Han" a fost adoptat drept numele etnic al poporului chinez, grupul etnic dominant acum în China modernă, și a fost utilizat, în mod obișnuit, pentru a face referire la limba chineză și caracterele scrise.
După politicile laissez-faire ale împăraților Wen și Jing, ambițiosul împărat Wu a adus imperiul la apogeu. Pentru a-și consolida puterea, confucianismului, care pune accentul pe stabilitate și ordine într-o societate bine structurată, i-a fost dat patronajul exclusiv pentru a fi gândirea filosofică îndrumătoare și principiul moral al imperiului. Universități Imperiale au fost înființate pentru a susține studiul și dezvoltarea continuă, în timp ce alte școli de gândire au fost zădărnicite.
Campanii militare majore au fost lansate pentru a slăbi Imperiul nomad Xiongnu, limitând influența acestuia la nord de Marele Zid. Împreună cu eforturile diplomatice conduse de Zhang Qian, sfera de influență a Imperiului Han s-a extins la statele din bazinul Tarim, a deschis Drumul Mătăsii care lega China de vest, stimulând un comerțu bilateral prosper și un schimb cultural. La sud, diverse mici regate, de la sudul extrem al văii fluviului Yangtze, au fost încorporate în mod formal în imperiu.
Împăratul Wu a trimis, de asemenea, o serie de campanii militare împotriva triburilor Baiyu. Han anexând Minyue în 135 î.Hr. și 111 î.Hr., Nanyue în 111 î.Hr., și Dian în 109 î.Hr.. Migrația și expedițiile militare au dus la asimilarea culturală a sudului. Acestea a adus, de asemenea, dinastia în contact cu regate din Asia de Sud-Est, introducând diplomația și comerțul.
După domnia împăratului Wu, imperiul a alunecat în stagnare și declin treptat. Din punct de vedere economic, trezoreria de stat a fost săcătuită de campanii și proiecte excesive, în timp ce achiziționările de terenuri ale familiilor de elită a redus treptat baza de impozitare. Diferite Clanuri Consoarte ) exercitau un control tot mai mare asupra șirului de împărați incompetenți și în cele din urmă dinastia a fost întreruptă, pentru scurt timp, de uzurparea lui Wang Mang.

#### Dinastia Xin
În 9 d.Hr., uzurpatorul Wang Mang a susținut că Mandatul Cerului reclamă sfârșitul dinastiei Han și începerea propriului său imperiu, fondând scurta dinastie Xin (,,nou"; ,,reînnoit”). Wang Mang a inceput un program amplu de reforme funciare și economice, inclusiv scoaterea în afara legii a sclaviei și a naționalizării terenurilor și redistribuirea lor. Însă aceste programe nu au fost niciodată susținute de familiile deținătoare de pământ, pentru că favorizau țărănimea. Instabilitatea puterii a adus haos, răscoale, și pierderi de teritorii. Acest lucru a fost agravat de masivele inundații ale Fluviului Galben, acumularea de nămol a determinat o împarțire a terenului în două canale și strămutate unui număr mare de fermieri. Wang Mang a fost în cele din urmă ucis în Palatul Weiyang, de o mulțime de țărani înfuriată, în anul 23 dHr..

#### Han de Est
Împăratul Guangwu a restaurat dinastia Han, cu sprijinul moșierilor și a familiilor de comercianți, la Luoyang, la est de fosta capitală Xi'an. Astfel, această nouă eră este numită Dinastia Han de Est. Cu administrațiile capabile ale împăraților Ming și Zhang, fostele glorii ale dinastiei a fost recuperate, cu realizări militare și culturale strălucite. Imperiul Xiongnu a fost învins în mod decisiv. Diplomatul și generalul Ban Chao a extins cuceririle dincolo de Pamirs până la țărmul Mării Caspice, redeschizând astfel Drumul Matasii și aducând comerțul, culturi străine, împreună cu apariția budismului, în imperiu. Odata cu extinderea legăturilor cu Occidentul, este consemnată în surse chineze prima dintre ambasadele Romane în China, venind pe calea mării, în 166 d.Hr. și a doua în 284 dHr.
Dinastia Han de Est a fost una dintre epocile cele mai prolifice pentru știință și tehnologie în China antică, în special pentru istorica invenție a fabricării hârtiei, de către Cai Lun (50 d.Hr – 121 d.Hr), și numeroasele contribuții ale polimatului Zhang Heng.
Până în secolul al doilea, imperiul a intrat în declin, în mijlocul acaparărilor de noi teritorii, invazii și a certurilor dintre Clanurile Consoarte și eunuci. Rebeliunea Turbanelor Galbene a izbucnit în 184 d.Hr., inaugurând o eră a liderilor militari. În criza care a urmat, trei state au încercat să câștige predominanță în perioada celor Trei Regate. Această perioadă de timp a fost foarte mult romanțată în lucrări, precum Romanța celor Trei Regate.

### Perioada Wei și Jin ( 265-420 dHr)
Capitale : Cao Wei și de Jin de Vest – Luoyang; de Shu Han – Chengdu; Wu de Est și Jin de Est -  Jiankang; Jin de Vest – Chang'an
După ce Cao Cao reunifică nordul în anul 208, fiul său proclamă dinastia Wei în anul 220. La scurt timp, rivalii lui Wei, Shu și Wu își proclamă independența, ceea ce duce China în perioada celor Trei Regate. Această perioadă a fost caracterizată de o descentralizare treptată a statului care a existat în timpul dinastiilor Qin și Han și o creștere a puterii clanurilor mari. Deși cele Trei Regate au fost reunificate de către dinastia Jin, în 280, această structură a fost în esență aceeași, până la revolta Wu Hu.

### Perioada Wu Hu (304-439 d.Hr.)[note 2]
Capitale multiple, datorită existenței a mai multor state beligerante
Profitând de războiul civil din timpul dinastiei Jin, contemporanii non-chinezi han (grupuri etnice Wu Hu), controlau mare parte a țării în secolul al IV-lea și au provocat migrații, pe scară largă, a chinezilor han, la sud de fluviul Yangtze. În 303 populația etnică Di s-a răsculat iar mai târziu au capturat orașul Chengdu, fondând statul Cheng Han. Sub Liu Yuan, etnicii xiongnu s-au răsculat aproape de comitatul Linfen de astăzi și au creat statul de Han Zhao. Succesorul lui Liu Yuan, Liu Cong, i-a capturat și executat pe ultimii doi împărați al dinastiei Jin de Vest. Cele Șaisprezece Regate au fost o serie de dinastii non-chineze, de scurta durata, care ajunseseră sa domnească peste întreg cuprinsul, sau doar unele părți, din  nordul Chinei, în secolele IV și V. Au fost implicate mai multe grupuri etnice, inclusiv strămoșii turcilor, mongolilor și tibetani. Cele mai multe dintre aceste popoare nomade au fost, într-o oarecare măsură, "sinicizate" cu mult înainte de ascensiunea lor la putere. De fapt, unele dintre ele, în special qiang și xiongnu, aveau deja permisiunea de a locui în regiunile de frontieră de lângă Marele Zid încă din  perioada Han târzie.

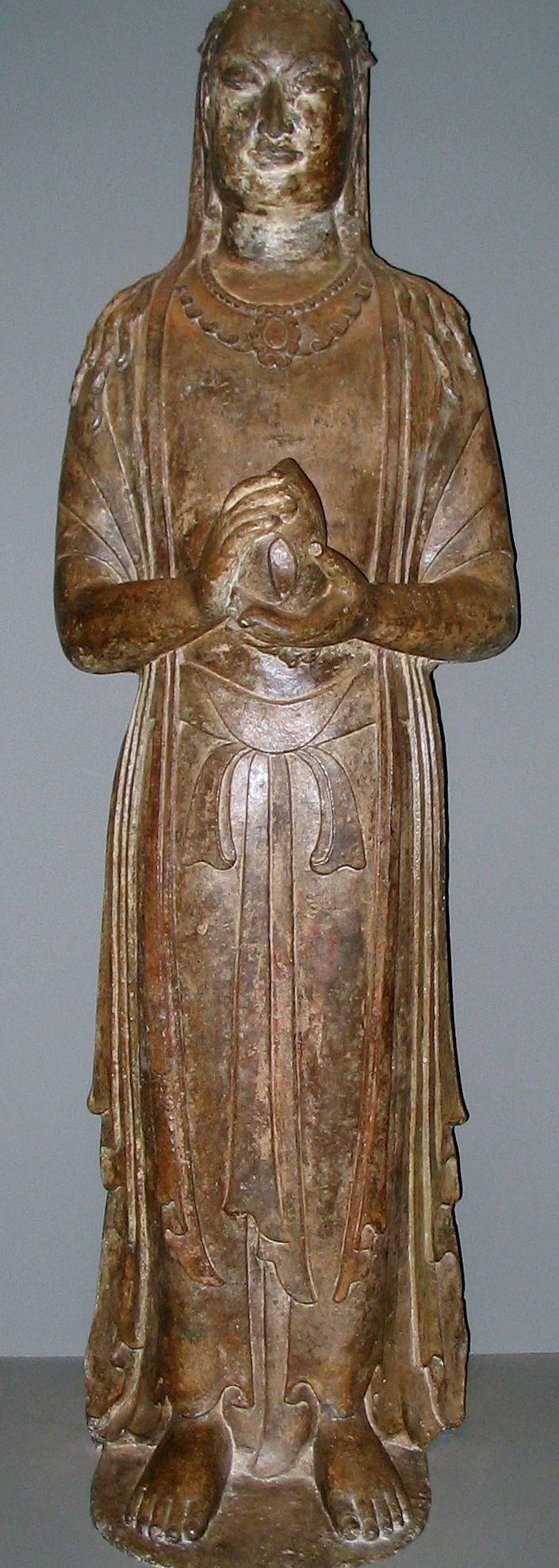
O statuie de calcar a unui Bodhisattva, din Dinastia Qi de Nord, 570 d. Hr., creată în provincia Henan de azi

### Dinastiile din Sud și din Nord (420-589 d.Hr)
Capitale: Dinastiile din nord: Ye , Chang'an; Dinastiile din sud: Jiankang
Semnalată prin prăbușirea dinastiei Jin de Est în 420, China a intrat în epoca Dinastiilor din Sud și din Nord. Etnicii han au reușit să supraviețuiască atacurilor militare ale triburilor nomade din nord, cum ar fi xianbeii, și civilizația lor a continuat să prospere.
În sudul Chinei, au existat dezbateri aprinse și frecvente între curtea monarhului și nobili cu privire la îngăduirea budismului pe teritoriul imperiului. În cele din urmă, aproape de sfârșitul erei de Sud și de Nord, atât adepții budismului cât și ai taoismului au ajuns la un compromis, devenind mai toleranți unul cu celălalt.
În 589, Dinastia Sui a anexat ultimul stat din Sud, Chen, prin forță militară , și a pus capăt erei dinastiilor din Sud și din Nord.

### Dinastia Sui (589-618 dHr)
Capitala: oficială – Daxing;  secundară – Dongdu
Dinastiei Sui, care a reușit să reunească țara în 589, după aproape patru secole de fragmentare politică, dinastia jucând un rol istoric mai important decât ar sugera scurta sa perioadă de existență. Sui a reunificat (socio-politic) China și a înființat mai multe instituții care urmau să fie adoptate de către succesorea dinastie Tang. Acestea reforme au inclus sistemul de guvernare format din Trei Departamente și Șase Ministere, o monedă standard, imbunătățirea apărării, extinderea Marelui Zid și sprijinul oficial pentru budism. Însă, precum Qin, Sui a suprasolicitat resursele de care dispunea și s-a prăbușit.

### Dinastia Tang ( 618-907 dHr)
Capitale: Chang'an și Luoyang

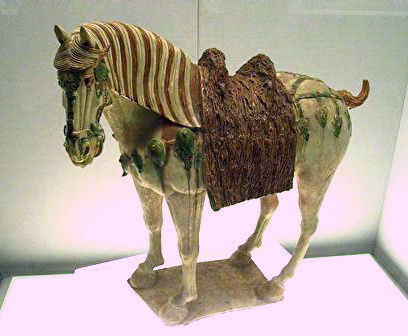
Un cal tricolor chinezesc, glazura de porțelan, Dinastia Tang (cca. 700 d.Hr.)

Dinastia Tang a fost fondată de împăratul  Gaozu la 18 iunie 618. A fost epoca de aur a civilizației chineze cu evoluții semnificative în artă, literatură (în special poezie) și tehnologie. Budismul a devenit religia predominantă pentru oamenii de rând. Chang'an ( Xi'anul de astăzi), capitala națională, a fost cel mai mare oras din lume la momentul acela.
Începând cu al doilea împărat, Taizong, au fost lansate campanii militare pentru a conteni amenințările dinspre triburile nomade, extinderea frontierei și aducerea statelor vecine în sistemul tributar. Victoriile militare din Bazinul Tarim au menținut deschis Drumul Mătăsii, conectând Chang'anul cu în Asia Centrală și zonele din vestul îndepărtat. În sud, profitabilele rute comerciale maritime începeau din orașele-porturi, cum ar fi Guangzhou. A existat un comerț extins cu țări străine îndepărtate și mulți comercianți străini se stabileau în Tang, stimulând o cultură cosmopolită vibrantă. Cultura Tang și sistemele sociale au fost admirate și adaptate de către țările vecine, precum Japonia. Pe plan intern, Marele Canal lega inima politică din Chang'an de centrele economice și agricole din părțile de est și de sud ale imperiului.
Ceace a stat la baza prosperității de la începutul dinastiei Tang a fost o birocrație centralizată puternică și cu politici eficiente. Guvernul a fost organizat în ,,Trei Departamente și Șase Ministere", ca separat să elaboreze, revizuiască și să pună în aplicare politici. Aceste departamente au fost conduse de membri ai familiei imperiale, precum și de oficiali erudiți care erau selectați prin Examinare Imperială. Aceste practici, care au ajuns la soliditate în timpul dinastiei Tang, vor fi moștenite de către dinastiile ulterioare, cu unele modificări.
Politica funciară Tang -"de repartizare egală de loturi viagere" - a susținut că toate terenurile erau proprietatea statului și au fost distribuite în mod egal țăranilor, în funcție numărul de bărbați adulți din fiecare familie. Politica militară asociată - "sistemul Fubing " - încorpora toți oamenii din stat pentru o perioadă fixă de serviciu militar în fiecare an, în schimbul drepturilor lor funciare. Aceste politici au stimulat creșterea rapidă a productivității, în timp ce armata se mărea, fără a împovăra trezoreria statului. Cu toate acestea, pământurile au căzut treptat în mâinile proprietarilor de terenuri privați și armatele permanente au fost înlocuite cu serviciul militar obligatoriu de la perioada de mijloc a dinastiei.
Dinastia a continuat să se dezvolte sub Împăratului Wu Zetian, singurul împărătat femeie domnitor din istoria Chinei și a atins apogeul în timpul domniei împăratului Xuanzong, care a supervizat un imperiu care se întindea de la Oceanul Pacific până la Marea Aral, cu cel puțin 50 de milioane de locuitori.
La apogeul prosperității imperiului, Rebeliunea An Lushan, 755-763, a fost un eveniment de cotitură care a devastat populația și a slăbit drastic guvernul imperial central. Guvernatorii militari regionali, cunoscuți sub numele de Jiedushi, câștigând un statut din ce în ce mai autonom, deși erau foști supuși ai împăratului, atacau imperiul. Cu toate acestea, după Rebeliunea An Lushan, societatea civilă Tang s-a recuperat și a prosperat în mijlocul birocrației imperiale slăbite.
De la aproximativ anul 860, dinastia Tang a decăzut datorită unei serii de revolte din interiorul granițelor dar și din cauza unui fost stat vasal, Regatul Nanzhao, din sud. Un militar, Huang Chao, a capturat Guangzhouul în 879, ucigând mare parte din cei 200.000 de locuitori, printre care și cea mai mare parte a marii colonii de familii străine, comerciante, de acolo. La sfârșitul anului 880, Luoyangul i-a fost predat lui Huang Chao, iar pe 5 ianuarie 881 Huang a cucerit Chang'anul. Împărat Xizong a fugit la Chengdu, și Huang a stabilit un nou regim temporar, care a fost în cele din urmă distrus de forțele Tang. A urmat apoi o altă perioadă de haos politic.

### Perioada celor Cinci Dinastii și Zece Regate (AD 907 - 960)
Capitale multiple
Perioada de dezbinare politică dintre dinastiile Tang și Song, cunoscută sub numele de perioada celor Cinci Dinastii și Zece Regate, a durat puțin mai mult de o jumătate de secol, între 907 și 960. În timpul acestei scurte perioade, când China a fost, din toate punctele de vedere un sistem multi-statal, cinci regimuri s-au succedat rapid unul după altul în controlul vechiului nucleu imperial din nordul Chinei. În aceeași perioadă, porțiuni din sudul și vestul Chinei au fost ocupate de zece regimuri, mai stabile politic, astfel perioada este, de asemenea, menționată ca cele Zece Regate.

### Dinastiile Song, Liao, Jin și Xia de Vest (960 - 1234)

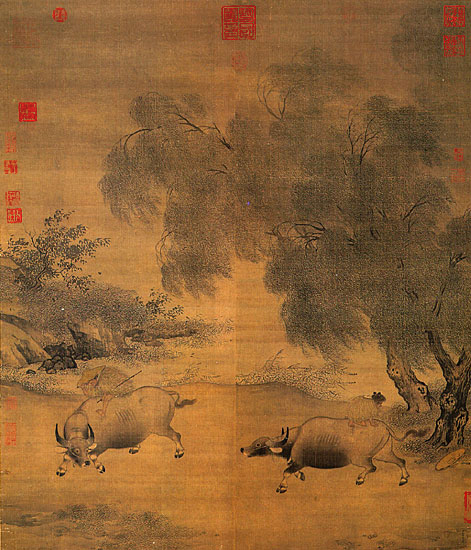
,,Văcarul în drum spre casă prin vânt și prin ploaie”, de Li Di, secolul al XII-lea

Capitale: a Dinastiei Song – Kaifeng și Lin'an; a Dinastiei Liao – Shangjing, Nanjing și Tokmok; a Dinastiei Jin – Shangjing, Zhongdu și Kaifeng, a  dinastiei Xia de Vest – Yinchuan
În 960, dinastia Song a câștigat puterea în cea mai mare din China și a stabilit capitala la Kaifeng ( mai târziu cunoscut sub numele de Bianjing ); începe astfel o perioadă de prosperitate economică, în timp ce kitanii dinastiei Liao au domnit peste Manciuria, Mongolia de astăzi și părți din nordul Chinei. În 1115 Dinastiei jurchenă Jin iese în evidența, anihilând dinastia Liao în 10 ani. Între timp, în provinciile de azi ale Chinei de nord-vest, Gansu, Shaanxi și Ningxia, a fost fondată, de către triburile tanguții, Dinastia Xia de Vest (1032-1227).
Dinastia Jin (1115–1234) a preluat puterea și a cucerit nordul Chinei în cadrul războaielor cu dinastia Song, dintre 1125–1234, capturând orașul Kaifeng de la Dinastia Song, care își mută capitala la Hangzhou (杭州). Dinastia Song de Sud a suferit, de asemenea, umilința de a trebui să recunoască, formal, dinastia Jin ca suzerană. În anii care au urmat, China a fost împărțită între dinastia Song, dinastia Jin și tanguța Dinastie Xia de Vest. Song de Sud a cunoscut o perioadă de mare dezvoltare tehnologică, care poate fi explicată în parte de presiunea militară resimțită dinspre nord. Aceasta a inclus utilizarea de arme cu praf de pușcă, care au jucat un rol important în timpul victoriilor navale ale dinastiei Song, împotriva Jinului, în Bătălia de la Tangdao și Bătălia de la Caishi de pe fluviul Yangtze în 1161. Mai mult, a fost formată prima marină permanentă chineză, inființându-se un birou al amiralului la Dinghai în 1132, sub domnia împăratului Renzong al Songului.
Dinastia Song este considerată de istorici ca fiind apogeul Chinei clasice, în domeniul științei și tehnologiei, cu eruduți-funcționari inovatori, cum ar fi Su Song (1020-1101) și Shen Kuo (1031-1095). Au existat intrigi la curte între rivalii politici precum Reformatorii și Conservatorii, conduși de către cancelarii Wang Anshi și, respectiv, Sima Guang. Până la a doua jumătate a secolului al XIII-lea, chinezii au adoptat învățăturile filosofiei neo-confucianiste compilate de către Zhu Xi. Opere literare de anvergură au fost compilate în timpul dinastiei Song, lucrarea istorică Zizhi Tongjian (Oglinda completă pentru ilustrarea guvernării). Cultura și artele au înflorit, cu opere de artă grandioase, cum ar fi ,,Priveliștea de pe cele două maluri de Qingming” și ,,Optsprezece melodiile ale unui flaut nomad”, împreună cu mari pictori budiști, cum ar fi prolificul Lin Tinggui.

### Dinastia Yuan (1271-1368 d.Hr)
Capitale : Xanadu și Dadu

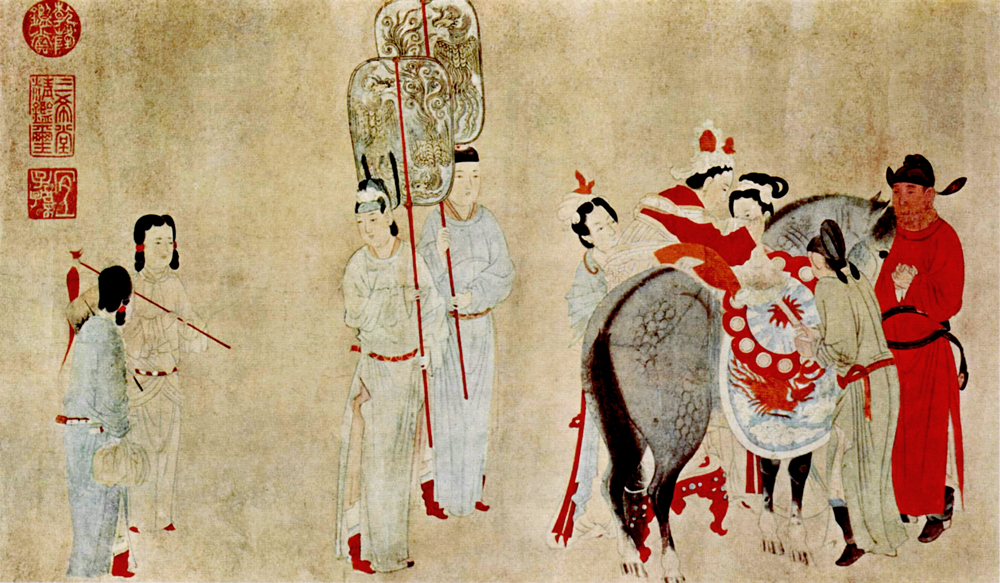
Yang Guifei încălecând un cal, de Qian Xuan (1235–1305 dHr.).

Jurchenii - fondatorii dinastiei Jin au fost învinși de către mongoli, care apoi au procedat la a cuceri dinastia Song de Sud, într-un război lung și sângeros, primul război în care armele de foc au jucat un rol important. În timpul erei de după război, mai târziu numită Pax Mongolica, occidentalii aventurieri, cum ar fi Marco Polo, au călătorit tot drumul până în China aducâd primele consemnări despre minunățiile Chinei, în Europa. În timpul dinastiei Yuan, mongolii erau divizați între cei care voiau să rămână să locuiască în stepe și cei care doreau să adopte modul de viață al chinezilor.
Kublai Khan, nepotul lui Genghis Han, care dorea să adopte obiceiurile din China, a fondat dinastia Yuan. Aceasta a fost prima dinastie ce a condus întreag teritoriul Chinei, de la Beijing (Dadu), în calitatea orașului de capitală. Beijing a fost cedat dinastiei Liao în 938, împreună cu cele Șaisprezece prefecturi din Yan Yun. Înainte de aceasta fusese capitala Jinului, dar care nu a domnit peste toată China.
Înainte de invazia mongolă, dinastiile chineze raportau aproximativ 120 de milioane de locuitori, însă după ce cucerirea a fost finalizată, în 1279, recensământul din 1300 indica aproximativ 60 de milioane de locuitori. Deși este tentant să se atribuie acest declin major numai ferocității mongole, istoricii de astăzi au păreri diferite cu privire la acest subiect. Oamenii de știință, cum ar fi Frederick W. Mote susțin că scăderea numerică mare reflectă un eșec administrativ de recenzare, mai degrabă decât o scădere reală;  alții, cum ar fi Timothy Brook, susțin că mongolii au creat un sistem de iobăgie printre o mare parte a populației chineze, cauzând ca mulți să ,,dispară” cu totul din recensământ, alți istorici, cum ar fi William McNeill și David Morgan susțin că ciuma bubonică a fost principalul factor din spatele declinului demografic din această perioadă.
În secolul al XIV-lea, China a suferit decese adiționale datorită epidemiilor de ciumă. Este estimat faptul că Moartea Neagră a fi ucis 25 de milioane de persoane sau 30 % din populația Chinei.

### Dinastia Ming (1368-1644 d.Hr.)

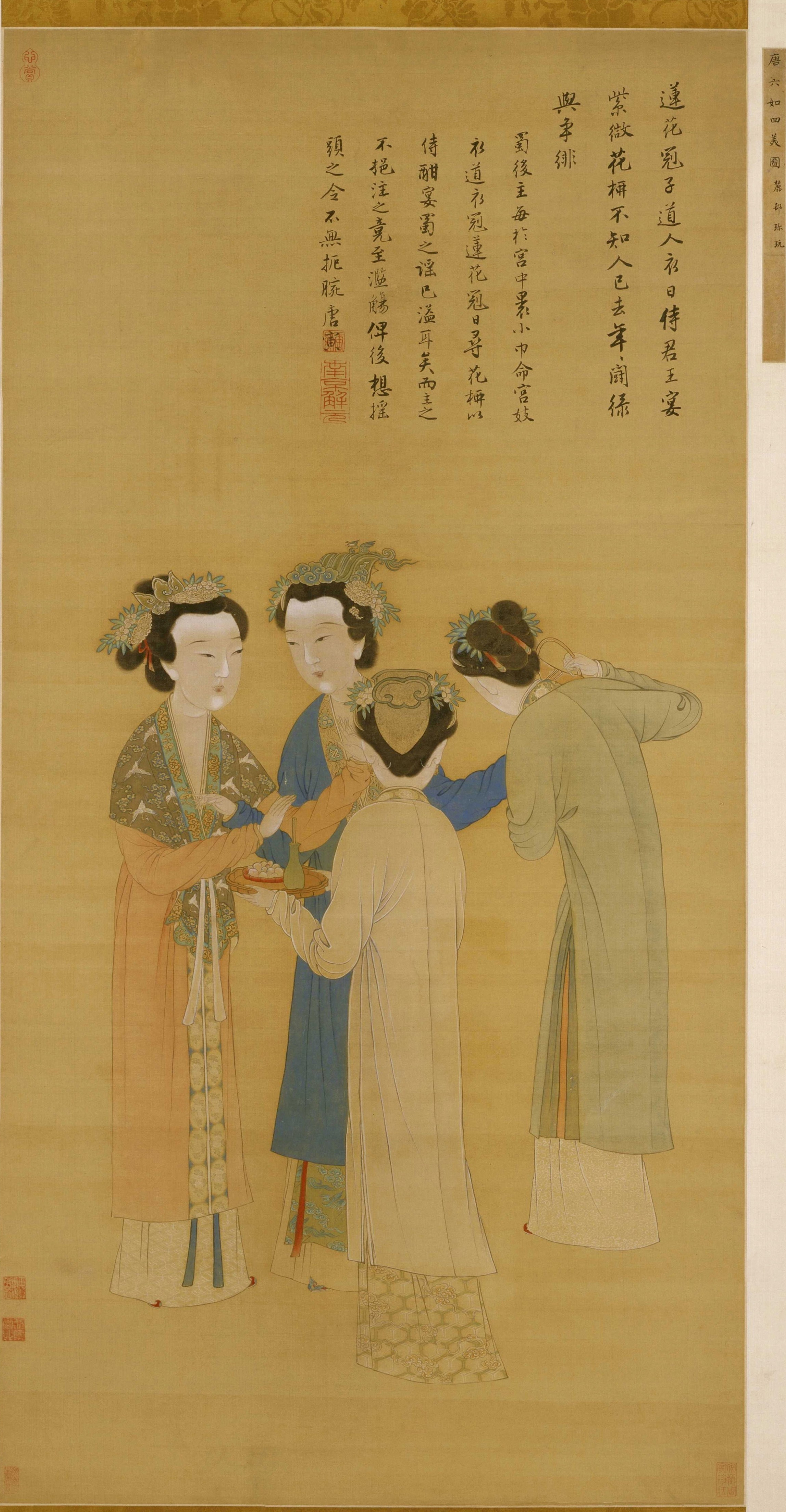
..Doamnele însoțitoare de la curtea regatului Shu Timpuriu”, opera pictorului Ming Tang Yin (1470–1523).

Împăratul Hongwu, fondatorul Dinastiei Ming

Capitale: Nanjing, Beijing, Fuzhou și Zhaoqing
De-a lungul dinastiei Yuan, care a durat mai puțin de un secol, a existat un resentiment destul de puternic în rândul populației împotriva statului mongol. Frecventele dezastre naturale de după 1340, în cele din urmă, a dus la revolte țărănești. Dinastia Yuan a fost în cele din urmă răsturnată de dinastia Ming în 1368.
Urbanizarea a crescut pe măsură ce populația s-a mărit iar diviziunea muncii a devenit mai complexă. Centrele urbane mari, cum ar fi Nanjing și Beijing, de asemenea, au contribuit la dezvoltarea industriei private. În special au crescut industriile de mici dimensiuni, de multe ori specializat în hârtie, mătase, bumbac și produse din porțelan. Pentru cea mai mare parte a dinastiei au proliferat piețele din micile centre urbane din cuprinsul imperiului. Piețele orașului comercializau în principal alimente, cu unele produse de bază, precum ace de păr sau ulei.
În ciuda xenofobiei și introspecție intelectuale caracteristică noii școli neo-confucianiste, din ce în ce mai populară, China sub începutul dinastiei Ming nu a fost izolată politic. Comerțul exterior și alte contacte cu lumea din afară, în special Japonia, au crescut considerabil. Comercianții chinezi explorau tot Oceanul Indian, ajungând în Africa de Est odată cu voiajele lui Zheng He.
Zhu Yuanzhang (sau Împăratul Hongwu), fondatorul dinastiei, a pus bazele pentru un stat mai puțin interesat de comerț și mai mult de extragerea veniturilor din sectorul agricol. Poate și datorită mediului țărănesc de proveniență al împăratului fondator, sistemul economic Ming era accentuat pe agricultură, spre deosebire de Song și Yuan, care s-au bazat pe veniturile negustorilor și ale comerțului. Deținătorii, neo-feudali, de pămant ai perioadelor Song și Yuan, au fost expropriați de către guvernul Ming. Moșiile au fost confiscate de către guvern, fragmentate și arendate. Sclavia privată a fost interzisă. În consecință, după moartea Împăratului Yongle, au predominat proprietarii țărani independenți, în agricultură chineză. Este posibil ca aceste legi să fi deschis calea de diminuare a sărăciei moștenite din timpul regimurilor anterioare.

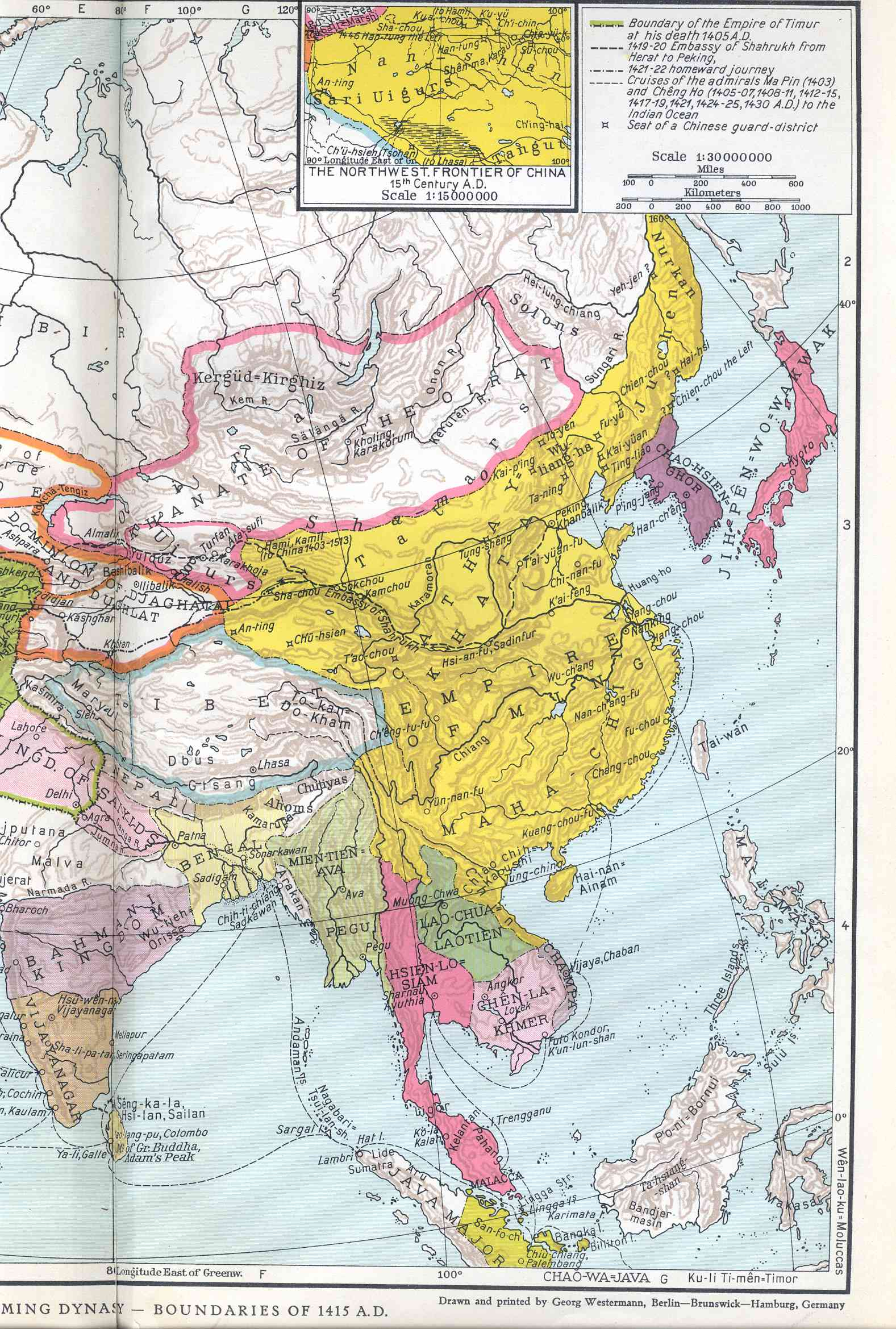
Ming China în timpul erei Yongle

Dinastia a avut un guvern central puternic și complex, care a unificat și controlat imperiul. Rolul împăratului a devenit mai autocratic, cu toate că Zhu Yuanzhang a continuat să folosească ceea ce el a numit "Marele Secretariat" (内阁), pentru a-l asista cu actele imensei birocrații, inclusiv memoriale ( petiții și recomandări către tron), edicte imperiale ca răspunsuri, rapoarte de diferite tipuri și înregistrări fiscale. Aceasta a fost aceeași birocrație care mai târziu a împiedicat guvernul Ming să fie capabili să se adapteze la schimbările din societate și în cele din urmă a condus la declinulul dinastiei.
În era Yongle s-a încercat cu înverșunare extinderea influenței Chinei în afara granițelor sale, prin solicitarea de trimitere de ambasadori în China, pentru a oferi tribut. O flotă navală a fost construită, inclusiv nave cu patru catarge de 1.500 de tone. A fost creată o armată permanentă de 1 milion de trupe (unele estimări ajung până la 1,9 milioane). Armatele chineze au cucerit Vietnamul pentru aproximativ 20 de ani, în timp ce flota chineză a navigat pe mările Chinei și Oceanul Indian, ajungând până la coasta de est a Africii. Chinezii au câștigat influență în estul Moghulistan-ului. Mai multe națiuni asiatice maritime au trimis soli cu tribut pentru împăratul chinez. Pe plan intern, Marele Canal a fost extins și s-a dovedit a fi un stimul pentru comerțul intern. Au fost produse peste 100.000 de tone de fier pe an. Multe cărți au fost tipărite folosind tiparul de tip mobil (folosind caractere mobile). Palatul imperial din Orașul Interzis, din Beijing, a ajuns la splendoarea sa actuală. Tot în această perioadă potențialul Chinei de sud a fost exploatat pe deplin. Noi culturi agricole au fost cultivate pe scară largă și au inflorit industrii precum cele care produc porțelan și textile.
În 1449 Esen Tayisi a condus o invazie a oiraților mongoli din nordul Chinei, care a culminat cu capturarea Împăratului Zhengtong la Tumu. În 1542 liderul mongol Altan Khan a început să hărțuiască China de-a lungul frontierei de nord. In 1550 el a ajuns chiar în suburbiile Beijingului. Imperiul, a mai avut de-a face cu pirații japonezi ce atacau coasta de sud-est; Generalul Qi Jiguang a contribuit la înfrângerea aceștor pirați. Cel mai mortal cutremur din toate timpurile, Cutremurul Shaanxi din 1556, care a ucis aproximativ 830.000 de oameni, a avut loc în timpul domniei Jiajing.
În timpul dinastiei Ming a fost efectuată ultima contribuție la construcția Marelui Zid, pentru a proteja imperiul de invaziile străine. În timp ce Marele Zid a fost construit în vremuri mai timpurii, cel mai mult din ceeace se vede azi a fost construit sau reparat în timpul dinastiei Ming. Lucrarea de cărămidă și granit a fost extinsă, turnurile de pază au fost reproiectate și de-a lungul lungimii sale au fost plasate tunuri.

### Dinastia Qing (1644-1911 d.Hr.)
Capitale : Shenyang și Beijing

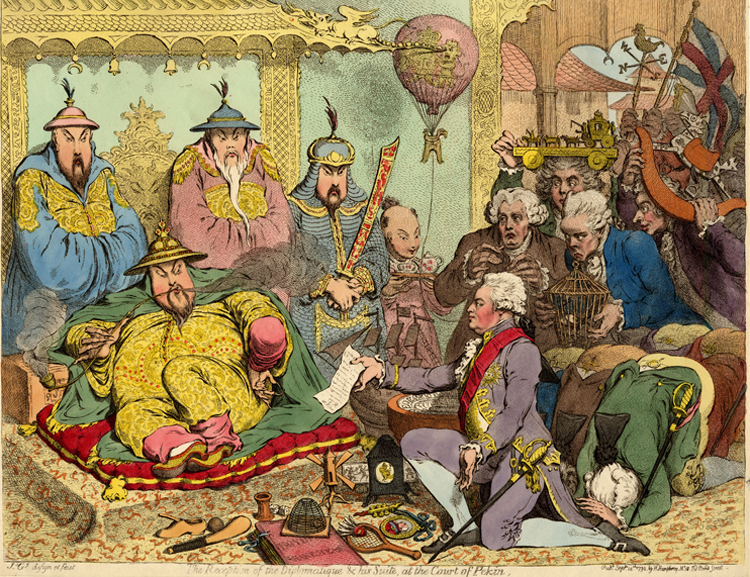
„Primirea diplomatului George Macartney și a suitei lui, la Curtea de la Pekin”. Gravură de James Gillray, publicată în septembrie 1792

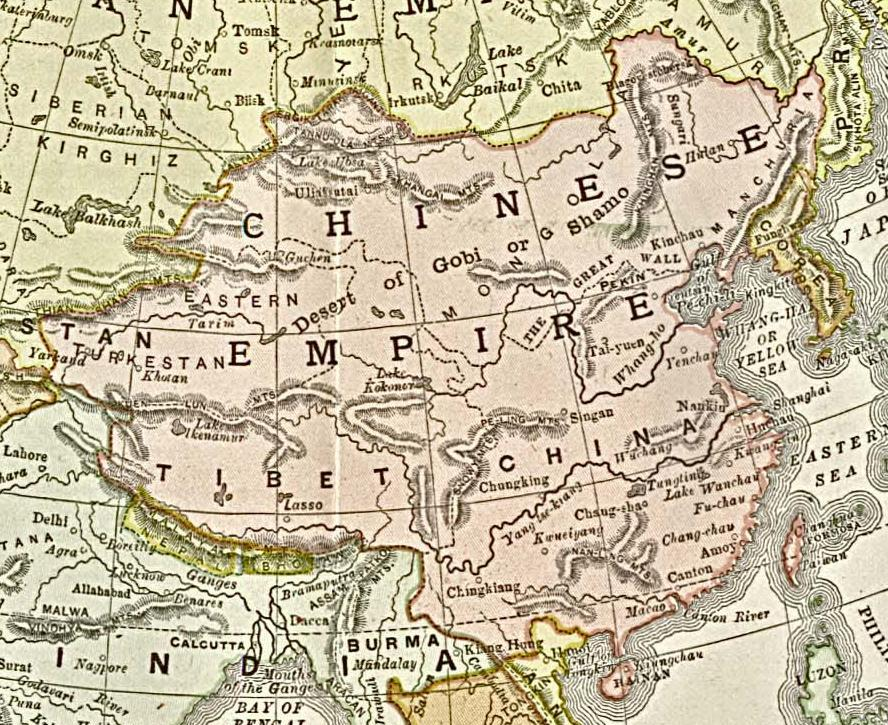
Teritoriul dinastiei Qing în 1892

Dinastia Qing (1644-1911) a fost ultima dinastie imperială din China. Fondată de manciurieni, cunoscuți anterior ca jürcheni, aceștia proveneau din partea de nord-est a teritoriului Ming, din afara Marelui Zid. Ei au apărut ca o amenințare majoră la sfârșitul dinastiei Ming, după ce Nurhaci a unit toate triburile jurchene și a stabilit un stat independent. Cu toate acestea, dinastia Ming a fost răsturnată de rebeliunea țărănească a lui Li Zicheng, odată cu capturarea Beijingului în 1644 și sinuciderea ultimului monarh Ming, Împăratul Chongzhen. Manciurienii, aliați cu generalul Ming Wu Sangui, au acaparat Beijingul, ce a fost stabilit drept capitală a dinastiei Qing, iar apoi au procedat la supunerea rezistenței Ming, rămase în partea de sud a imperiului. Deceniile de cucerire manciuriană au provocat pierderi enorme de vieți, reducând  drastic economia Chinei. În total, cucerirea manciuriană din China (1618-1683) a costat până la 25 de milioane de vieți. Cu toate acestea, manciurienii au adoptat normele confucianiste de guvernare tradițională chineză și erau considerați drept o dinastie chineză.
Manciurienii au pus în aplicare „ordinul cozii”, forțându-i pe chinezii han să adopte coada coafurii  manciuriene și îmbrăcămintea în stil manciurian. Îmbrăcămintea tradițională han, sau Hanfu, a fost, de asemenea, înlocuitâ de îmbrăcămintea în stil manciurian Manchu Qipao (îmbrăcămintea Stegarilor și Tangzhuang). Împăratul Kangxi a ordonat crearea Dicționarului Kangxi, dicționarul de caractere chineze, cel mai complet până la momentul respectiv. Dinastia Qing a înființat sistemul „Opt Steaguri” care a oferit cadrul de bază pentru organizarea militară Qing. Stegarilor le era interzisă participarea în comerț și munca manuală, cu excepția cazului în care cereau revocarea statutului de Stegar. Erau considerați ca o formă de nobilime și primeau un tratament preferențial în ceea ce privește pensiile anuale, pământul și alocarea de îmbrăcăminte.

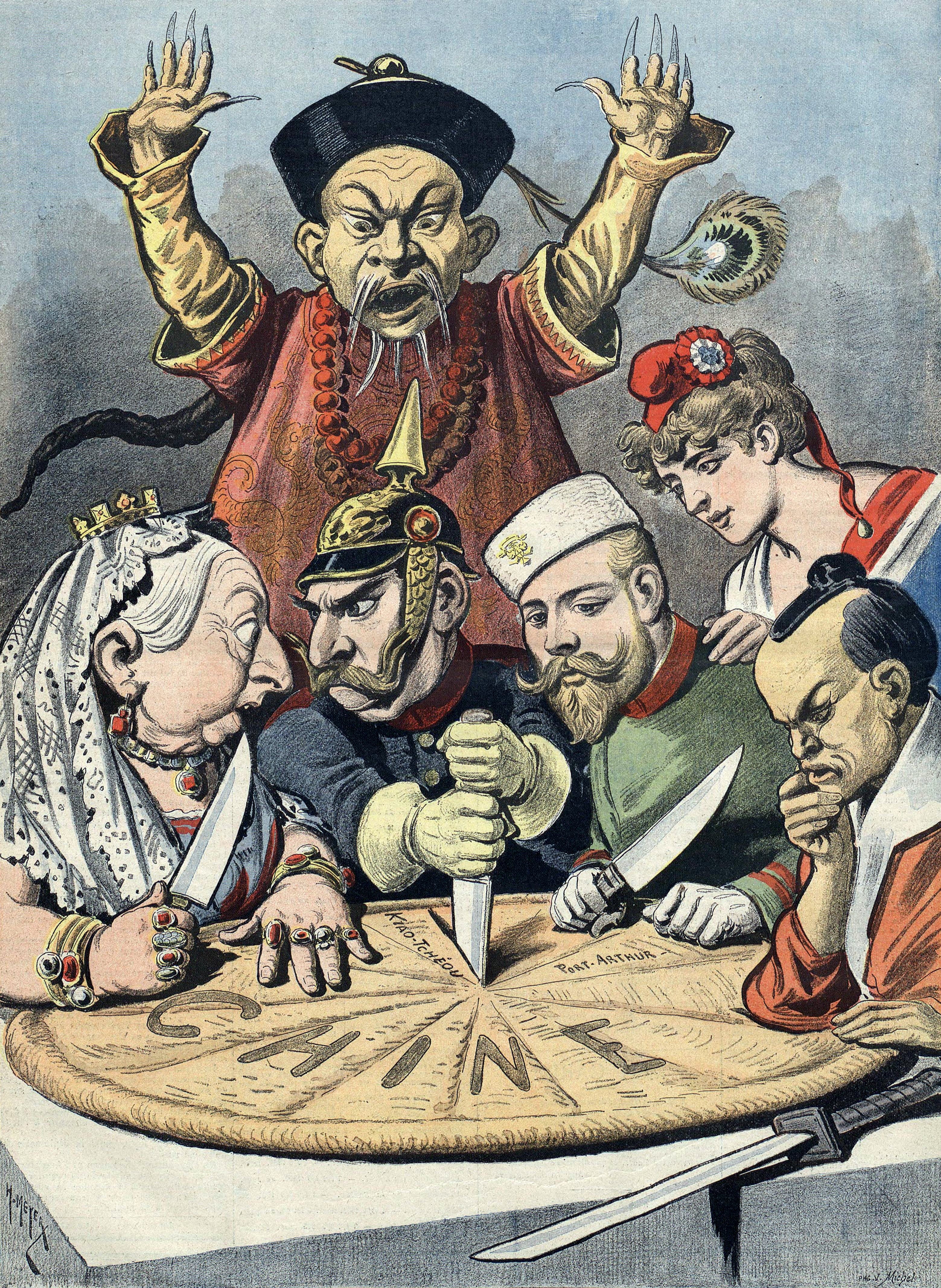
Caricatură franceză de la sfârșitul anului 1890. China, neputincioasă, este împărțită între Marea Britanie, Germania, Rusia, Franța și Japonia.

În următoarea jumătate de secol, toate zonele aflate mai inainte în cadrul dinastiei Ming au fost consolidate sub Qing. Xinjiangul, Tibetul și Mongolia au fost incluse în mod formal în teritoriul chinez. Între 1673 și 1681, Împăratul Kangxi a suprimat revolta celor trei generali, din sudul Chinei, cărora li s-a refuzat statutul ereditar al întinselor lor fiefuri, acordate de împăratul predecesor. În 1683, Qing a organizat un asalt în sudul Taiwanului, înăbușind rebeliunea statului „Marele Ducat de Tungning”, care a fost fondat de către loialistul Ming Koxinga în 1662, după căderea Mingului de Sud și a servit ca bază pentru continuarea rezistenței Ming în sudul Chinei.
Până la sfârșitul domniei Qianlong, Imperiul Qing era la apogeu. China conducea mai mult de o treime din populația lumii și avea una dintre cele mai puternice economii mondiale. După suprafață, acesta a fost unul dintre cele mai mari imperii din istorie.
În secolul al XIX-lea, Imperiul a stagnat pe plan intern iar pe plan extern era amenințat de imperialism. Înfrângerea de către Imperiul Britanic în Primul Război al Opiului (1840) a condus la Tratatul de la Nanking (1842), în care Hong Kong a fost cedat britanicilor iar importul opiu a fost legitimat. Înfrângerile militare ulterioare și tratatele inegale cu alte puterile imperiale, au continuat chiar și după căderea dinastiei Qing.
Pe plan intern, Rebeliunea Taiping (1851-1864), o mișcare religioasă cvasi-creștină condusă de „Regele Ceresc” Hong Xiuquan, a atacat aproximativ o treime din teritoriul chinez, pentru mai mult de un deceniu, până când a fost în cele din urmă zdrobită în „A Treia Bătălie de la Nanking”, din 1864. Se poate spune că a fost unul dintre cele mai mari războaie din secolul al XIX-lea, în ceea ce privește implicarea numerică a trupelor, existând și pierderi masive de vieți omenești, de aproximativ 20 de milioane. O serie de revolte au urmat, incluzând Războiaiele Clanurilor Punti - Hakka, Rebeliunea Nien, Rebeliunea musulmană Dungan (1862–1877) și Rebeliunea Panthay. Toate revoltele au fost în cele din urmă înfrânte, însă cu un cost enorm de vieți pierdute și slăbirea serioasă a autorității imperiale centrale. Sistemul de „Steaguri” pe care manciurienii s-au bazat atât de mult timp, s-a dovedit în final a fi un eșec total, după ce forțele Steagurilor au fost în imposibilitatea de a-i suprima pe rebeli. Oficialii locali din provincii, cu acordul guvernului imperial, au format noi armate, care s-au dovedit de succes în zdrobirea rebeliunilor. China nu a reconstruit o armată centrală puternică, însă oficialii locali au devenit de multe ori lideri militari, care și-au folosit puterea militară pentru a conduce într-un mod independent provinciile lor.
Ca răspuns la calamitățile din imperiu și amenințările imperialismului, a fost inițiată Mișcarea de Auto-Consolidare, ca o reformă instituțională în a doua jumătate a anilor 1800. Scopul a fost de a moderniza imperiul, cu accent principal de consolidare a armatei. Cu toate acestea, reforma a fost subminată de oficialii corupți, cinism și certurile din interiorul familiei imperiale. Ca urmare, „Flota Beiyang” a fost invinsă in Primul Război Sino-Japonez (1894-1895). Împăratul Guangxu și reformiștii au lansat apoi un efort de reformă mai cuprinzătoare, asa-numita „Reformă de o sută de zile” (1898), dar aceasta a fost la scurt timp răsturnată de către conservatorii conduși de Împărăteasa văduvă Cixi printr-o lovitură de stat militară.
La începutul secolului XX, o mișcare anti-străini conservatoare, Rebeliunea Boxerilor, s-a revoltat violent împotriva influenței străine în China de Nord. Grupul a procedat în a-i ataca pe creștinii chinezi misionari, precum și ambasadele străine din Beijing. Guvernarea Qing s-a aliat cu Boxerii, în timp ce aceștia mărșăluiau spre Beijing. Ca răspuns, o expediție străină, „Alianța celor opt națiuni”, a invadat China pentru a salva misiunile străine asediate. Constând din trupe britanice, japoneze, rusești, italiene, germane, franceze, americane și austriece, alianța i-a învins pe Boxeri și a cerut concesii din partea guvernului Qing.
Începutul anilor 1900 a văzut o creștere a tulburărilor civile, în ciuda încercărilor de reformare inițiate de către Împărăteasa Cixi și guvernul Qing. Sclavia în China a fost abolită în 1910. Revoluția Xinhai din 1911 a răsturnat guvernarea imperială Qing.

## China modernă
Căderea dinastiei Qing este văzută de către istoricii ca delimitatea epocii moderne în istoria Chinei. Erudiții studiază însă motivele pentru declinul dinastic, care pot fi găsite în ultimii 130 de ani. Keith Schoppa, editorul lucrării ,,The Columbia Guide to Modern Chinese History” susține faptul că "o data în jurul anului 1780, ca început al Chinei moderne, este, astfel, mai aproape de ceea ce știm astăzi ca realitate istorică, de asemenea, ne permite să avem o bază mai bună pentru a înțelege declinul abrupt al sistemului politic din China în secolele XIX și XX .

### Republica Chineză (1912-1949)

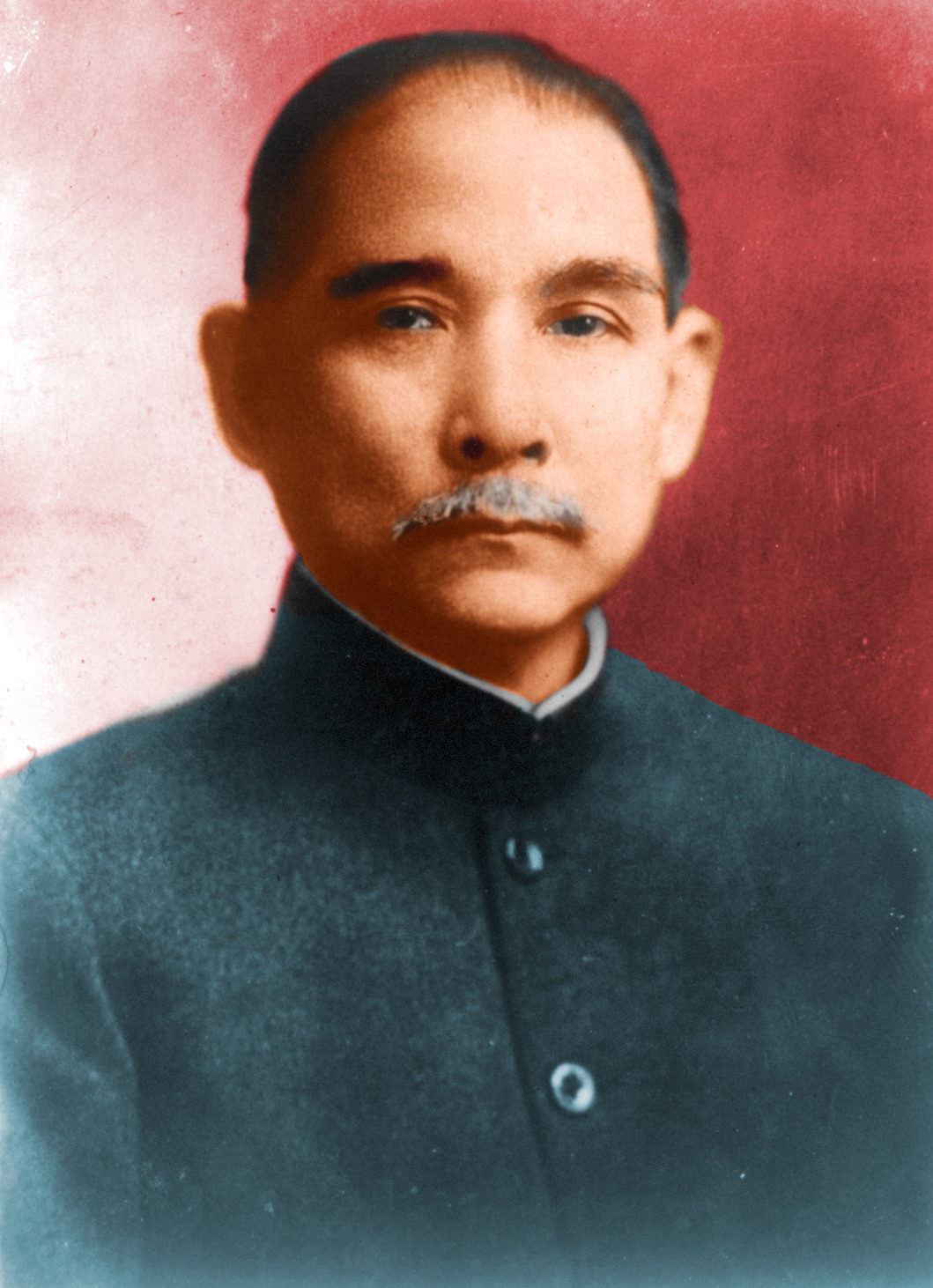
Sun Iat-sen, fondatorul și primul președinte al Republicii Chineze.

Capitale: Nanjing, Beijing, Chongqing și mai multe capitale de război de scurtă durată, Taipei după 1949
Frustrați de opoziția de reformare a curții Qing și de slăbiciune a Chinei, oficialii tineri, militari și studenți au început să pledeze pentru răsturnarea dinastiei Qing și crearea unei republici. Ei au fost inspirați de ideile revoluționare ale lui Sun Yat-sen. O revoltă militară revoluționară, Revolta Wuchang, a început la 10 octombrie 1911, în Wuhan. Guvernul provizoriu al Republicii China a fost format la Nanjing la 12 martie 1912.
Sun Yat-sen a fost declarat presedinte, dar a fost nevoit să-i cedeze puterea, (o decizie pe care o va regreta mai târziu),  lui Yuan Shikai, care comanda Noua Armată și era fost prim-ministru în guvernul Qing, ca parte a acordului de abdicare a ultimului monarh. De-a lungul următorilor câțiva ani, Yuan a început să elimine adunările naționale și provinciale și la sfârșitul anului 1915 s-a declarat împărat. Ambițiilor imperiale ale lui Yuan li s-au opus cu înverșunare subordonații săi și confruntându-se cu perspectiva unei rebeliuni, a abdicat martie 1916 și a murit în luna iunie a aceluiași an.
Moartea lui Yuan în 1916 a lăsat un vid de putere în China, guvernul republican a fost risipit. Acest lucru a inaugurat Era Militariștilor, în care o mare parte a tarii a fost condusă de coaliții de lideri militari provinciali concurenți.
Mișcarea de la 4 mai 1919 a început ca un răspuns la condițiile impuse Chinei prin Tratatul de la Versailles, ce încheia Primul Război Mondial, dar a devenit repede o mișcare de protest la nivel national ca reacție la situația internă din China. Protestele au fost un succes moral ducând la căderea cabinetului și China a refuzat să semneze Tratatul de la Versailles, în special pentru acordarea teritoriilor din Shandong, Japoniei, pe care Germania le predaseră în 1914. Noua Mișcare Culturală a fost stimulată de Mișcarea de la 4 mai și s-a întărit de-a lungul anilor 1920 și 1930. Conform Ebrey:
„Naționalismul, patriotismul, progresul, știința, democrația și libertata au fost scopurile; iar imperialismul, feudalismul, militarismul, autocrația , patriarhatul, și aderarea oarbă la tradiție erau inamicii. Intelectualii se luptau pentru modul de a fi puternic, modern și totuși chinez, pentru a prezerva China ca o entitate politică într-o lumea de națiuni concurente”— Patricia Buckley Ebrey ,  Cambridge Illustrated History of China (1996) p 271
Discreditarea filosofiei occidentale liberale, printre intelectualii de stânga din China, a condus la mai multe linii de gândire radicale, inspirate de Revoluția Rusă și susținută de către agenții Cominternului trimiși în China de către Moscova. Acest lucru a creat premizele unui conflict ireconciliabil între stânga și dreapta în China, care ar domina istoria Chinei pentru restul veacului.
În anii 1920, Sun Yat-sen a stabilit o bază revoluționară în sudul Chinei, intenționând să unească națiunea fragmentată. Cu asistență din partea Uniunii Sovietice (aceasta la rândul ei proaspăt ieșită dintr-o revoltă socială), a intrat într-o alianță cu nou-creatul partid comunist chinez. După moartea lui Sun, de cancer în 1925, unul dintre protejații săi, Chiang Kai-Shek, a preluat controlul asupra Kuomintangului ( Partidul Naționalist sau KMT), și a reușit să aducă cea mai mare parte din sudul și centrul Chinei sub conducerea sa, într-o campanie militară cunoscută sub numele de Expediția Nordică ( 1926-1927 ). După ce i-a învins dictatorii militari (militariștii) din sudul și centrul Chinei, prin forță armată, Chiang a fost capabil să-și asigure loialitatea nominală a militariștilor din nord. În 1927, Chiang și-a îndreptat forțele înspre PCC și într-un mod necruțător a alungat armatele comuniste și pe liderii lor,  din bazele lor din sudul și estul Chinei. În 1934, alungați din bazele lor militare din munți, precum Republica Sovietică Chineză, forțele PCC s-au angajat în Marșul cel Lung, de-a lungul dezolantei și pustiei zone de nord-vest a Chinei, unde și-au stabilit o bază de gherilă la Yan'an în provincia Shaanxi. In timpul Marșului cel Lung, comuniștii s-au reorganizat sub un nou lider, Mao Zedong ( Mao Tse-tung).

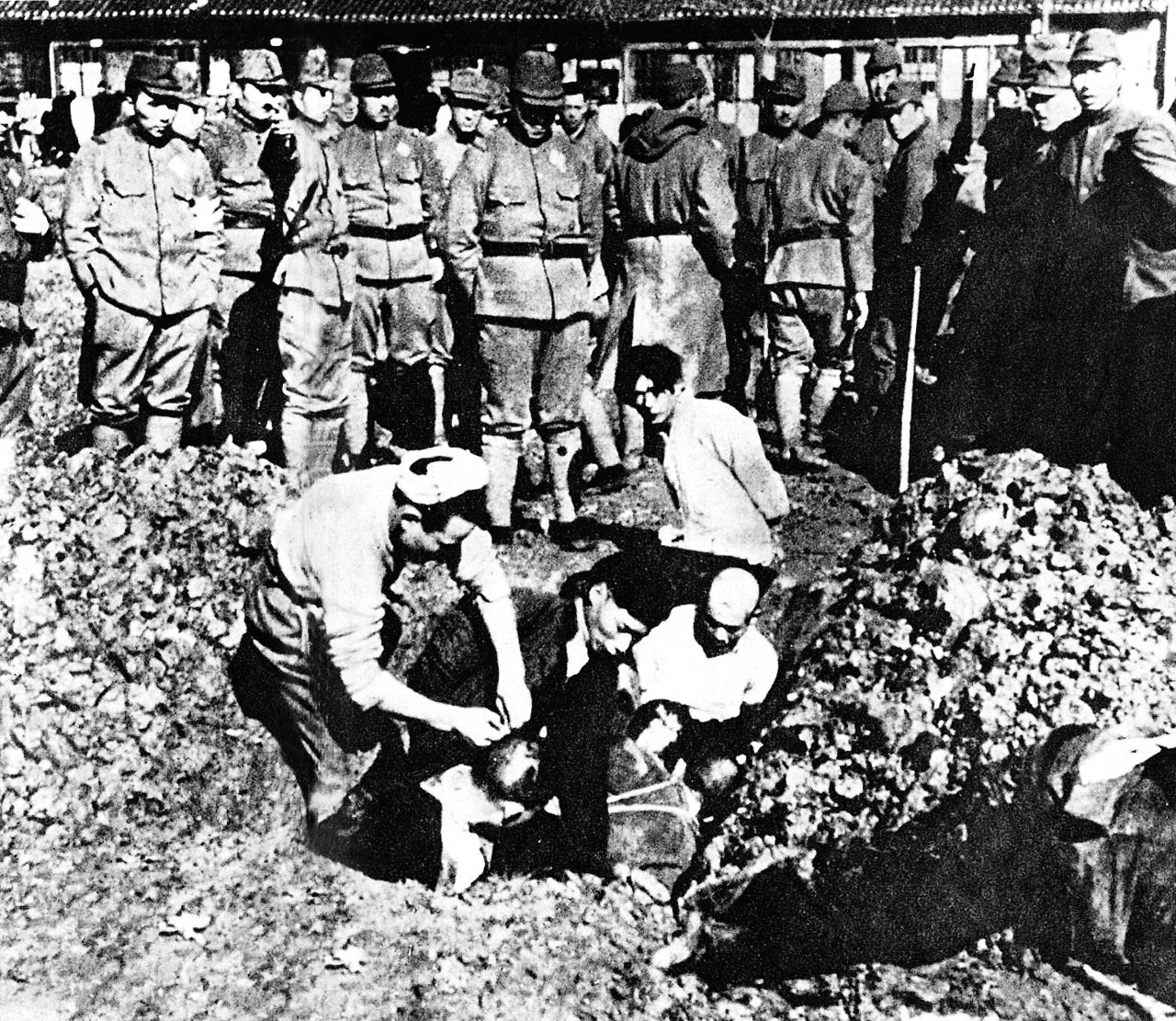
Civili chinezi ingropati de vii în timpul Masacrului din Nanking, 1937

Lupta amară între KMT și PCC a continuat, în mod deschis sau clandestin, în cei 14 ani ai ocupației japoneze a diferitelor părți ale țării ( 1931-1945 ). Cele două părți chineze au format, nominal, un front unit pentru a se opune japonezilor în 1937, în timpul Războiului Sino-Japonez ( 1937-1945 ), care a devenit o parte din Al Doilea Război Mondial. Forțele japoneze au comis numeroase atrocități de război împotriva populației civile, inclusiv război biologic (Unitatea 731 ) și Politica celor trei Tot ( Sanko Sakusen ), cele trei fiind: "Ucide tot, jefuiește tot, distruge tot"   
În urma înfrângerii Japoniei în 1945, războiul între forțele guvernamentale naționaliste și PCC a fost reluat, după încercări eșuate de reconciliere și un acord negociat. Din 1949, PCC-ul a stabilit controlul asupra asupra celei mai mari părți din țară (în cadrul Războiului Civil Chinez). Westad afirmă că Războiul Civil a fost câștigat de către comuniști deoarece au facut mai putine greseli militare decât Chiang și pentru că în intenția lui de a avea un guvern puternic centralizat, Chiang a antagonizat prea multe grupuri de interese în China. Mai mult decât atât, partidul său a fost slăbit de războiul împotriva Japoniei. Între timp, comuniștii au spus diverselor grupuri, cum ar fi țăraniloe, exact ceea ce ei voiau să audă, acoperindu-se sub imaginea naționalismului chinez. Întrucât armatele guvernamentale naționaliste a fost învinse de către forțele PCC în China continentală, în 1949, guvernul naționalist și-a retras forțele în Taiwan, împreună cu Chiang și cea mai mare parte a conducerii KMT-ului și un număr mare de susținători. Guvernul naționalist a preluat controlul efectiv al Taiwanului la sfârșitul celui de-al doilea război mondial, ca parte a predării japonezilor, atunci când trupele japoneze din Taiwan s-au predat trupelor Republicii Chineze.

### Republica Populară Chineză (1949 - prezent)
Luptele majore din timpul Războiului Civil Chinez s-au încheiat în 1949 odată cu retragerea Kuomintangului ( KMT ) urmată de mutarea guvernul la Taipei și menținerea controlului doar a câtorva insule mici, în afară de insula Taiwan. Controlul Chinei continentale a rămas în mâinile Partidului Comunist Chinez. La data de 01 octombrie 1949, Mao Zedong a proclamat Republica Populară Chineză. ,,China comunistă" și ,,China Roșie" au fost două nume obișnuite pentru RPC.
RPC a fost modelată de o serie de campanii și a planurilor pe cinci ani. Planul economic și social cunoscut sub numele de Marele Salt Înainte a dus la o mortalitate estimată la 45 de milioane de decese. Guvernul lui Mao Zedong a efectuat execuții în masă a proprietarilor de pământuri, a instituit colectivizarea și a implementat sistemul de lagăre de muncă Laogai. În 1966, Mao și aliații săi au lansat Revoluția Culturală, care va dura până la moartea lui Mao, un deceniu mai târziu . Revoluția Culturală, motivată de lupta pentru putere din interiorul partidului și o teama de Uniunea Sovietică, a condus la o răsturnare majoră în societatea chineză.
In 1972, la apogeul Rupturii Chino-Sovietice, Mao și Zhou Enlai s-au întâlnit la Beijing cu Richard Nixon, stabilind relații cu Statele Unite. În același an, RPC a fost admisă în cadrul Națiunilor Unite, în locul Republicii Chineze (Taiwan), ca membră a Organizației Națiunilor Unite și membru permanent al Consiliului de Securitate.
După moartea lui Mao în 1976 a urmat o luptă pentru putere. Liderii din ,,Banda Celor Patru’’ au fost arestați și acuzați de excesele Revoluției Culturale, marcând sfârșitul unei ere politice turbulente în China. Deng Xiaoping i-a dejuca planurile președintelui succesor al lui Mao, Hua Guofeng, apărând drept conducătorul de facto pentru următorii câțiva ani.
Deng Xiaoping a fost lider supren al partidului și statului în China, între 1978-1992, deși nu el era, formal, șeful de partid sau de stat, însă influența sa în cadrul partidului a condus țara către reforme economice importante. Partidul Comunist a slăbit, ulterior, controlul guvernamental asupra vieții personale a cetățenilor, comunele au fost desființate, mulți țărani primind pământ în arendă, ceeace a stimulat și mărit considerabil producția agricolă. Această turnură a evenimentelor a marcat trecerea Chinei de la o economie planificată la o economie mixtă, cu un mediu de piață din ce în ce mai deschis, un sistem numit de unii drept "socialism de piață" și în mod oficial de către Partidul Comunist din China ca "socialism cu caracteristici chineze". RPC a adoptat constituția actuală la 4 decembrie 1982.
Moartea fostului secretar general Hu Yaobang, în 1989, a fost catalizatorul protestelor din Piata Tiananmen din 1989, în care civili, în special studenți, au militat timp de mai multe luni, protestând împotriva corupției și pentru o reformă politică mai amplă, inclusiv drepturi democratice și libertatea de exprimare. Au fost în cele din urmă reprimați, la data de 4 iunie, atunci când vehiculele și trupele Armatei de Eliberare a Poporului au pătruns într-un mod violent în Piață și au evacuat-o, rezultând numeroase victime. Acest eveniment a fost relatat pe larg, în mediile externe, aducând condamnarea la nivel mondial și sancțiuni împotriva guvernului. A devenit celebru, în special, incidentul "Omul Tanc".
Secretarul general al PCC și președintele RPC Jiang Zemin și premierul RPC Zhu Rongji, ambii foști primari în Shanghai, au condus China post-Tiananmen în anii ’90. Sub cei zece ani de administrare Jiang și Zhu, performanța economică a RPC a scos, un număr estimativ de 150 de milioane de țărani, din sărăcie și a susținut o rată medie anuală de creștere a produsului intern brut de 11,2 % . Țara a aderat în mod oficial la Organizația Mondială a Comerțului în anul 2001.
Deși Republica Populară Chineză are nevoie de creștere economică pentru a-și stimula dezvoltarea, guvernul a început să se preocupe de faptul că o creștere economică rapidă poate afecta negativ resursele țării și a mediul. O altă preocupare este faptul că anumite sectoare ale societății nu beneficiază suficient de mult de dezvoltarea economică a RPC, un exemplu în acest sens este diferența mare între zonele urbane și rurale. Ca urmare, fostul Secretar General al PCC și președinte Hu Jintao și premierul Wen Jiabao, RPC au inițiat politici pentru abordarea problemei distribuirii echitabile a resurselor, dar rezultatul rămâne de văzut. Mai mult de 40 milioane de fermieri au fost strămutați de pe pământurile lor,, de obicei pentru dezvoltarea economică, contribuind la cele 87.000 de demonstrații și revolte din China din 2005. Pentru cea mai mare parte a populației RPC, nivelul de trai s-a îmbunătățit foarte mult iar  libertatea continuă să se extindă, dar controlul politic rămâne strâns iar zonele rurale sărace.